# 9. März
Der 9. März ist der 68. Tag des gregorianischen Kalenders (der 69. in Schaltjahren), somit bleiben 297 Tage bis zum Jahresende.

## Ereignisse

### Politik und Weltgeschehen
- 0590: Der aufständische sassanidische Heerführer Bahram Tschobin krönt sich nach der Einnahme der Hauptstadt Ktesiphon und der Vertreibung von König Chosrau II. selbst unter dem Namen Bahram VI. zum König.

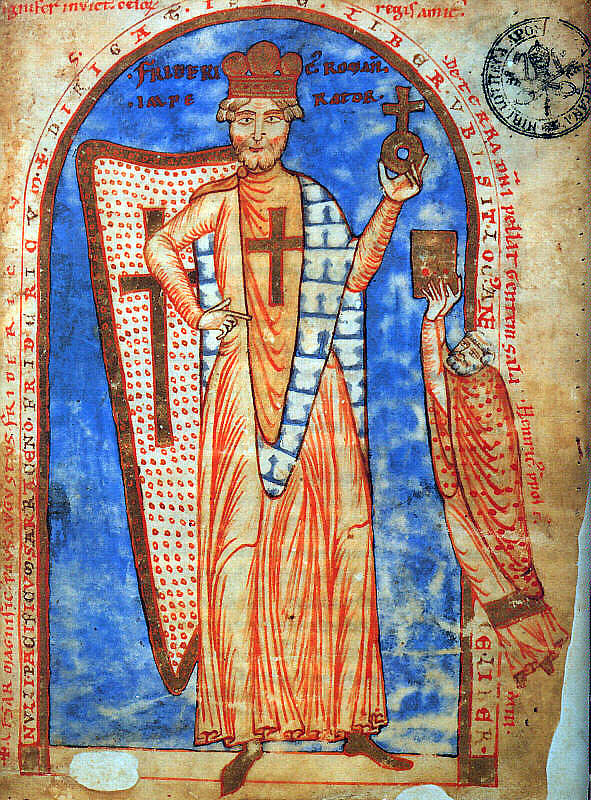
1152: Friedrich I.

- 1152: Fünf Tage nach seiner Wahl zum römisch-deutschen König wird der Staufer Friedrich III., bis dahin Herzog von Schwaben, in Aachen gekrönt. Als Friedrich I. folgt er damit seinem drei Wochen zuvor gestorbenen Onkel Konrad III. nach. Das Herzogtum übergibt er im Gegenzug an Konrads minderjährigen Sohn Friedrich.
- 1230: In der Schlacht von Klokotniza besiegt der bulgarische Zar Iwan Assen II. den Herrscher des Despotats Epirus, Theodoros I. Komnenos Dukas, der in der Schlacht gefangen genommen wird. Weite Teile seines Herrschaftsgebietes fallen an Iwan.
- 1276: Durch ein Privileg von König Rudolf von Habsburg erhält Augsburg die Befugnis des Stadtrechts und wird damit Freie Reichsstadt.
- 1409: Der von Jean de Montaigu erarbeitete Vertrag von Chartres zwischen Karl, Herzog von Orléans, und Johann Ohnefurcht, Herzog von Burgund, beendet vorübergehend die Feindseligkeiten zwischen den Häusern Burgund und Orléans.
- 1422: Die Hinrichtung des hussitischen Priesters Jan Želivský löst in Prag blutige Unruhen aus. Darunter leiden besonders Bewohner des jüdischen Viertels, die jedoch am Tod des Hingerichteten keine Verantwortung trifft.

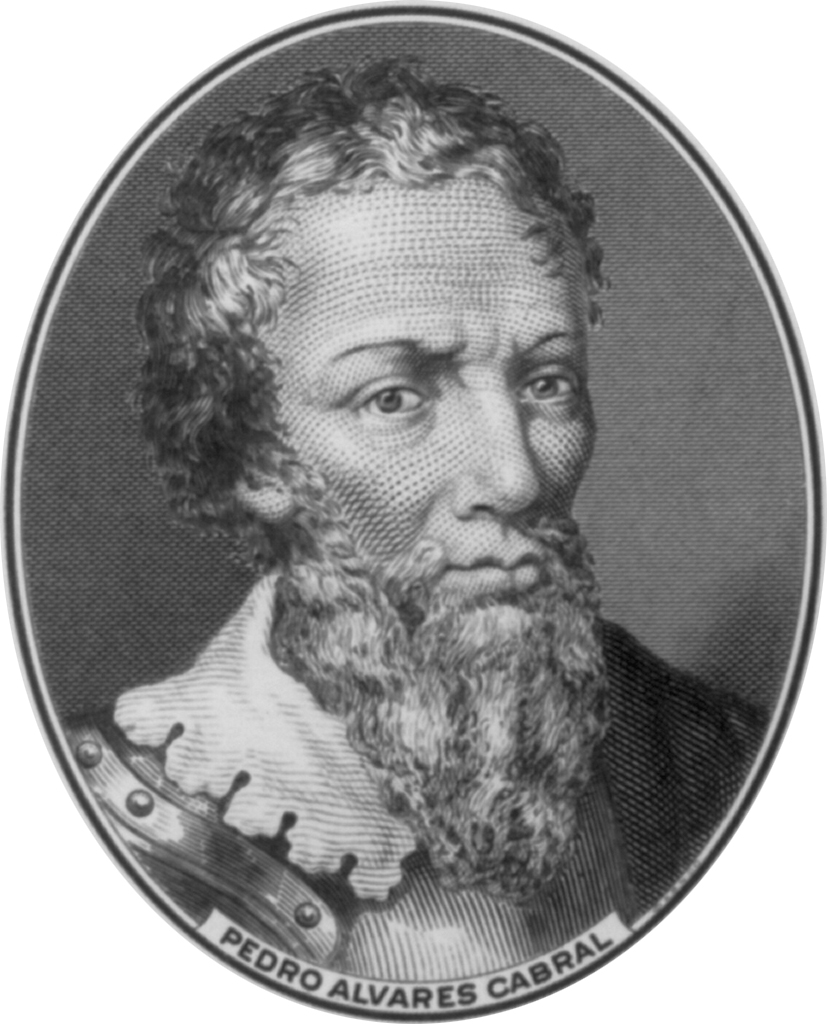
1500: Pedro Álvares Cabral

- 1500: Pedro Álvares Cabral sticht mit einer Flotte von 13 Schiffen von Lissabon aus in See. Er soll einen Handelsweg nach Kalikut einrichten. Der Südäquatorialstrom im Atlantischen Ozean wird seine Schiffe indessen an ihm unbekannte Gestade treiben, das heutige Brasilien.

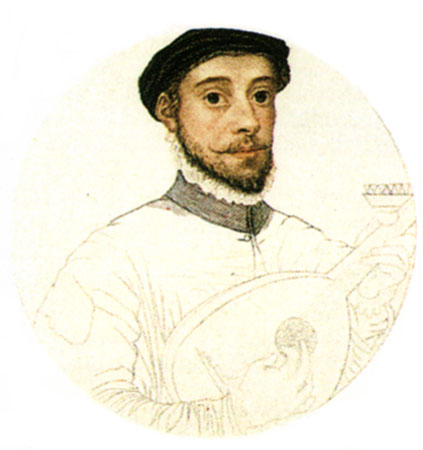
1566: David Rizzio

- 1566: David Rizzio, Privatsekretär und Günstling von Maria Stuart, wird im Holyrood Palace in Edinburgh vor den Augen der Königin von schottischen Adeligen unter der Führung ihres eifersüchtigen Gemahls Henry Stuart, Lord Darnley ermordet. Die hochschwangere Königin wird kurzzeitig unter Hausarrest gestellt.

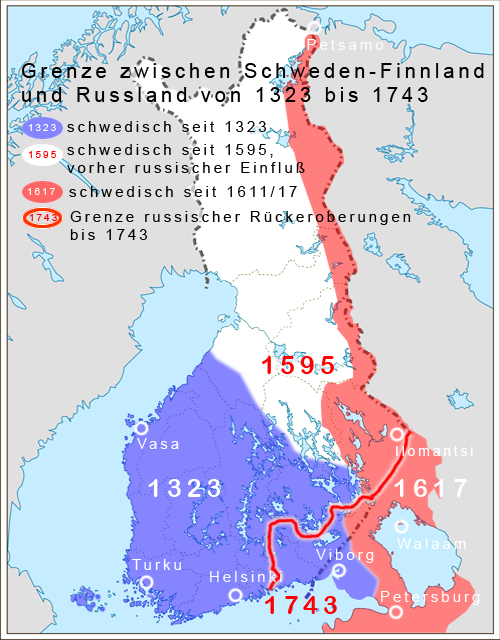
1617: Die schwedischen Gebietsgewinne (rot)

- 1617: Der Friedensschluss von Stolbowo zwischen Russlands Zar Michael I. und dem schwedischen Heerführer Jakob De la Gardie beendet den Ingermanländischen Krieg und begründet Schwedens Großmachtstellung im Ostseeraum. Russland verzichtet auf alle Ansprüche in Estland und Livland, Schweden erhält die Festung Schlüsselburg und weitere Festungen in Ingermanland.
- 1632: Kaiserliche Söldner unter dem Befehl von Johann T’Serclaes von Tilly siegen im Dreißigjährigen Krieg in der Schlacht bei Bamberg über schwedische Einheiten unter Gustaf Horn.

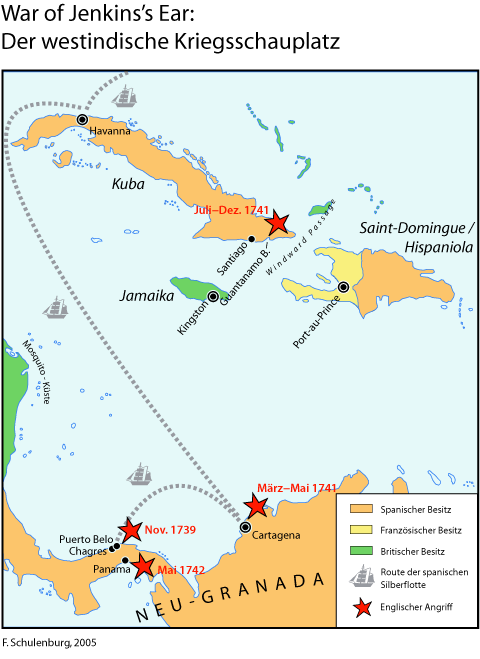
1741: Der westindische Kriegsschauplatz

- 1741: Im War of Jenkins’ Ear belagern die Briten den Hafen Cartagena in der spanischen Kolonie Neu-Granada. Die Belagerung von Cartagena wird nach zwei Monaten erfolglos abgebrochen werden.
- 1762: Der französische Protestant Jean Calas wird zum Tod durch Rädern verurteilt, weil er angeblich seinen Sohn erwürgt hat, um ihn am Übertritt zum Katholizismus zu hindern. Das Urteil wird am nächsten Tag vollstreckt. Nach einer Kampagne durch Voltaire, die die Affaire Calas in ganz Europa bekannt macht, wird Calas drei Jahre später rehabilitiert.

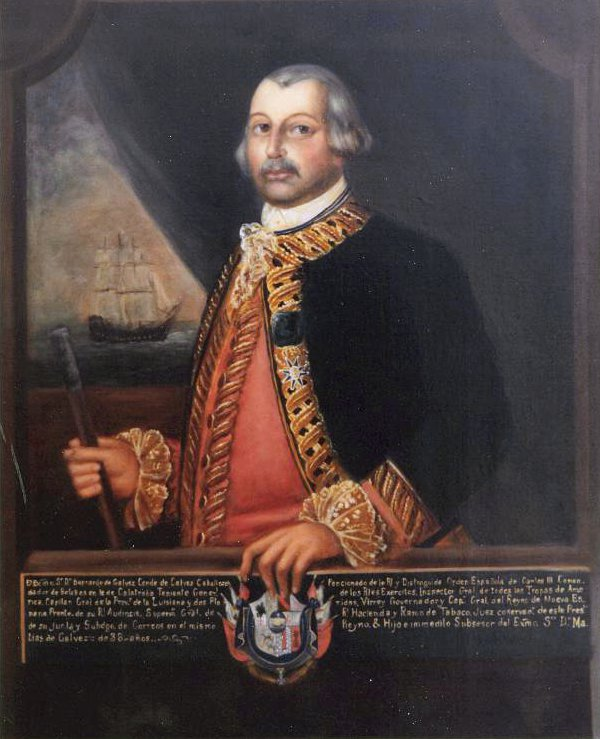
1781: Bernardo de Gálvez y Madrid

- 1781: Während des Amerikanischen Unabhängigkeitskrieges beginnt die spanische Infantería de Marina unter dem Befehl von Bernardo de Gálvez y Madrid mit der Belagerung der von den Briten gehaltenen Stadt Pensacola in Florida. Die Schlacht um Pensacola dauert bis zum 8. Mai.
- 1820: Als Reaktion auf einen von Rafael del Riego angeführten Volksaufstand setzt der spanische König Ferdinand VII. eine liberale Übergangsregierung ein. Das Trienio Liberal beginnt.

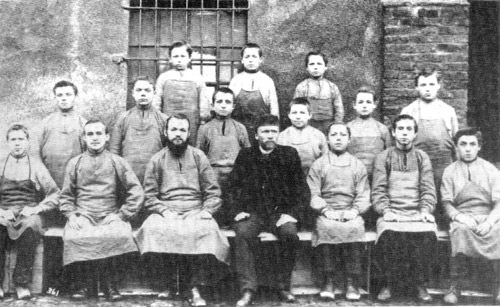
1839: Kinderarbeit in Deutschland

- 1839: Das preußische Regulativ über die Beschäftigung jugendlicher Arbeiter in den Fabriken verbietet Kinderarbeit vor Vollendung des neunten Lebensjahres. Es gilt als das erste deutsche Gesetz zum Arbeitsschutz.
- 1839: Der Kuchenkrieg zwischen Frankreich und Mexiko endet unter britischer Vermittlung nach Zusage einer Entschädigung von 600.000 Pesos durch den mexikanischen Präsidenten Anastasio Bustamante mit dem Abzug der französischen Streitmacht unter Admiral Charles Baudin.
- 1847: Im Mexikanisch-Amerikanischen Krieg dringen US-amerikanische Truppen unter General Winfield Scott nahe Veracruz mit der bis dahin größten amphibischen Landeaktion von US-Streitkräften in Mexiko ein.

1848: Schwarz-Rot-Gold

- 1848: Der Bundestag des Deutschen Bundes in Frankfurt am Main beschließt während der Märzrevolution als Organ der Fürstenvertreter die Farben Schwarz-Rot-Gold als Bundesfarben. Somit haben diese Farben erstmals den Status als nationales Symbol.

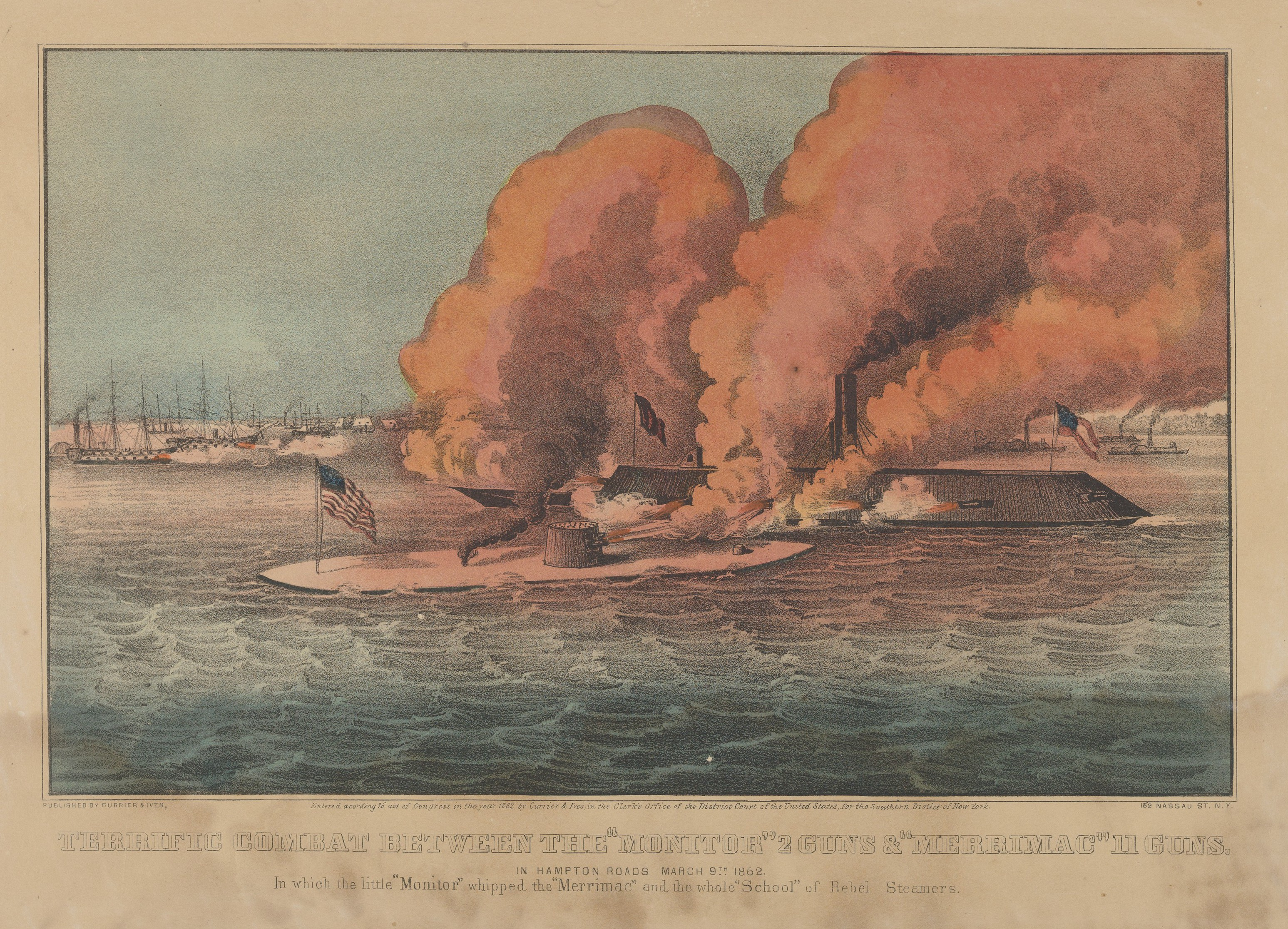
1862: Schlacht der Panzerschiffe

- 1862: Im Amerikanischen Bürgerkrieg kommt es zwischen der Virginia und der Monitor am zweiten Tag der Schlacht von Hampton Roads zum ersten Duell zweier gepanzerter Kriegsschiffe, dieses endet unentschieden.

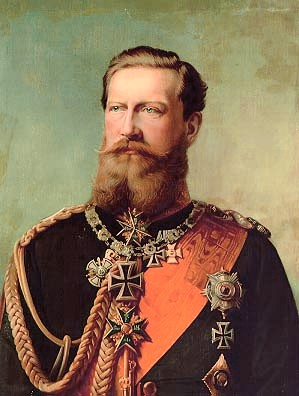
1888: Friedrich III.

- 1888: Mit dem Tod seines Vaters Wilhelm I. wird Friedrich III. zum Kaiser des Deutschen Kaiserreichs. Nach 99 Tagen endet seine Regentschaft durch den Tod an Kehlkopfkrebs.
- 1889: Bei den Zwillingsstädten Gallabat und Metemma beginnt die zweitägige Schlacht von Gallabat/Metemma zwischen den sudanesischen Mahdisten und der äthiopischen Armee unter Kaiser Yohannes IV., welcher in der Schlacht fällt.
- 1916: Nach der im Februar auf Anordnung des Ministerpräsidenten Afonso Costa erfolgten Beschlagnahme deutscher Handelsschiffe in portugiesischen Gewässern erklärt das Deutsche Reich Portugal den Krieg.
- 1932: Mit Ernennung Éamon de Valeras, des Vorsitzenden der in der Unterhauswahl siegreichen Fianna Fáil, zum Präsidenten des Regierungsrates vollzieht sich im Irischen Freistaat der erste Regierungswechsel.
- 1932: Puyi, vor seiner Abdankung letzter Herrscher im Kaiserreich China, wird Präsident im unter japanischer Kontrolle stehenden Marionettenstaat Mandschukuo.
- 1933: Der Kommunist Georgi Dimitroff wird in Berlin wegen des Reichstagsbrandes verhaftet. Der anschließende Prozess gegen ihn gerät zu einem Debakel für die Nationalsozialisten und Dimitroff wird freigesprochen.
- 1933: Franz von Epp wird auf Grund der Reichstagsbrandverordnung zum Reichskommissar für Bayern ernannt, damit haben die Nationalsozialisten im Zuge der Gleichschaltung auch hier die Macht übernommen.
- 1942: Die Alliierten auf Java kapitulieren gegenüber den Japanern im Pazifikkrieg. Ganz Niederländisch-Indien bleibt sodann bis zum Kriegsende in japanischer Hand.

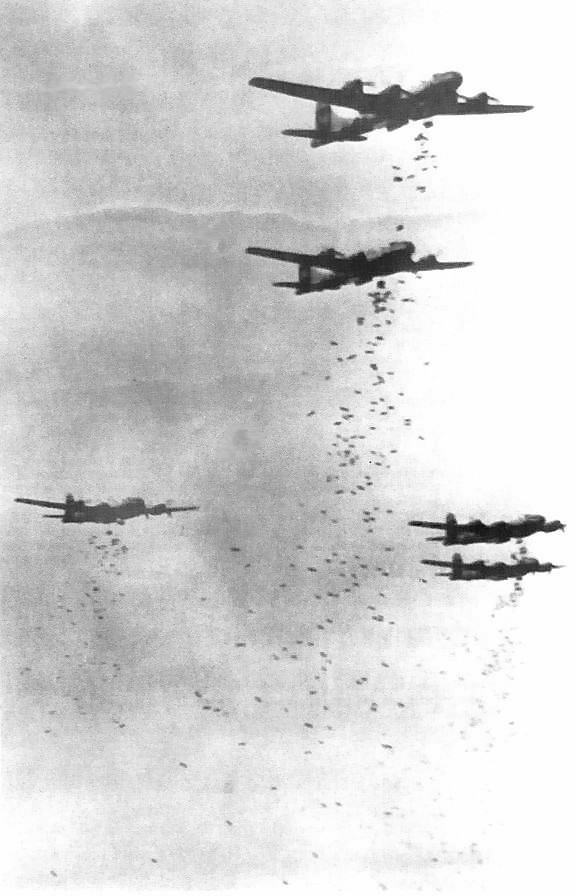
1945: Bombenabwürfe über Japan

- 1945: Der Luftangriff auf Tokio mit B-29-Bombern durch die USA im Pazifikkrieg gilt als der schwerste konventionelle Bombenangriff aller Zeiten. Mit rund 100.000 Toten ist die Zahl der Opfer vergleichbar mit denen der Atombombenabwürfe auf Hiroshima und Nagasaki.

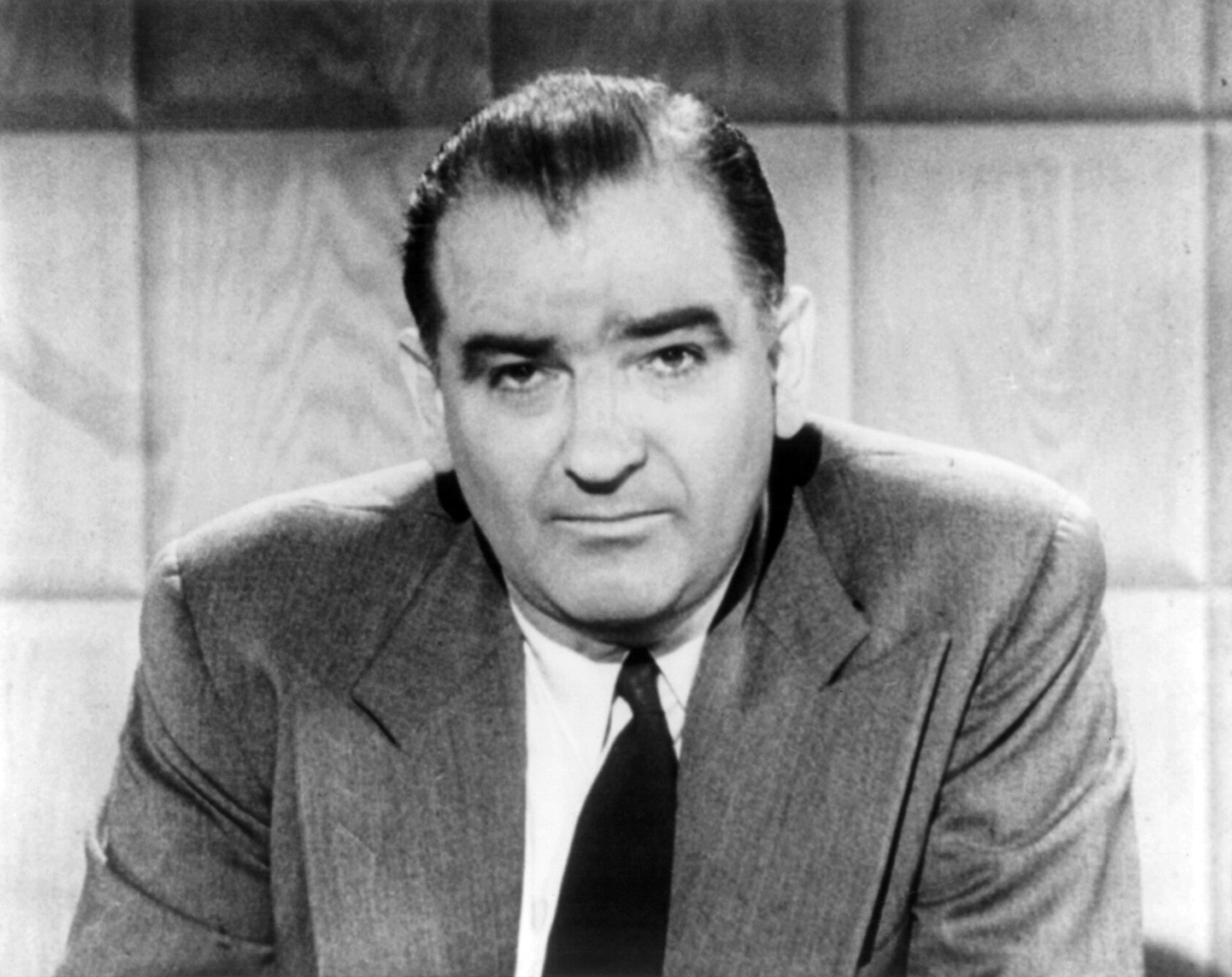
1954: Senator Joseph McCarthy

- 1954: CBS strahlt in der Nachrichtensendung See It Now von Edward R. Murrow und Fred W. Friendly den 30-minütigen Bericht Ein Report über Senator McCarthy aus, die entscheidend zum Niedergang der McCarthy-Ära beiträgt.
- 1956: Das Massaker von Tiflis fordert mindestens 80 Tote. Die sowjetische Armee eröffnet das Feuer auf antisowjetische Demonstranten, die das Telegrafenamt und die Radiostation stürmen wollen. Radikale aufständische Pro-Stalin-Studenten hatten nach der eingeleiteten Entstalinisierung die Unabhängigkeit Georgiens gefordert.
- 1972: In der Abstimmung über das Gesetz über die Unterbrechung der Schwangerschaft gibt es in der Volkskammer der DDR bis zur späteren Wende die ersten und einzigen Gegenstimmen. Neben 14 religiös motivierten Neinstimmen aus den Reihen der Ost-CDU werden noch acht Enthaltungen gezählt.
- 1980: Bei den ersten Wahlen zum Regionalparlament des Spanischen Baskenlands wird die Baskische Nationale Partei stärkste Partei.
- 1982: Alois Englander meldet die Vereinte Grüne Österreichs (VGÖ) als Partei an, eine der Vorgängerorganisationen der österreichischen Grünen.
- 1989: In Wien beginnen Abrüstungsverhandlungen in Europa, an deren Ende der im Jahr 1992 wirksam werdende Vertrag über Konventionelle Streitkräfte in Europa stehen wird.
- 1991: Bei von Vuk Drašković und seiner Serbischen Erneuerungsbewegung organisierten Demonstrationen gegen den serbischen Präsidenten Slobodan Milošević werden zwei Menschen in Belgrad getötet.
- 1994: Das Bundesverfassungsgericht verkündet den sogenannten Cannabis-Beschluss, nach dem eine geringe Menge an Cannabis grundsätzlich straffrei ist.

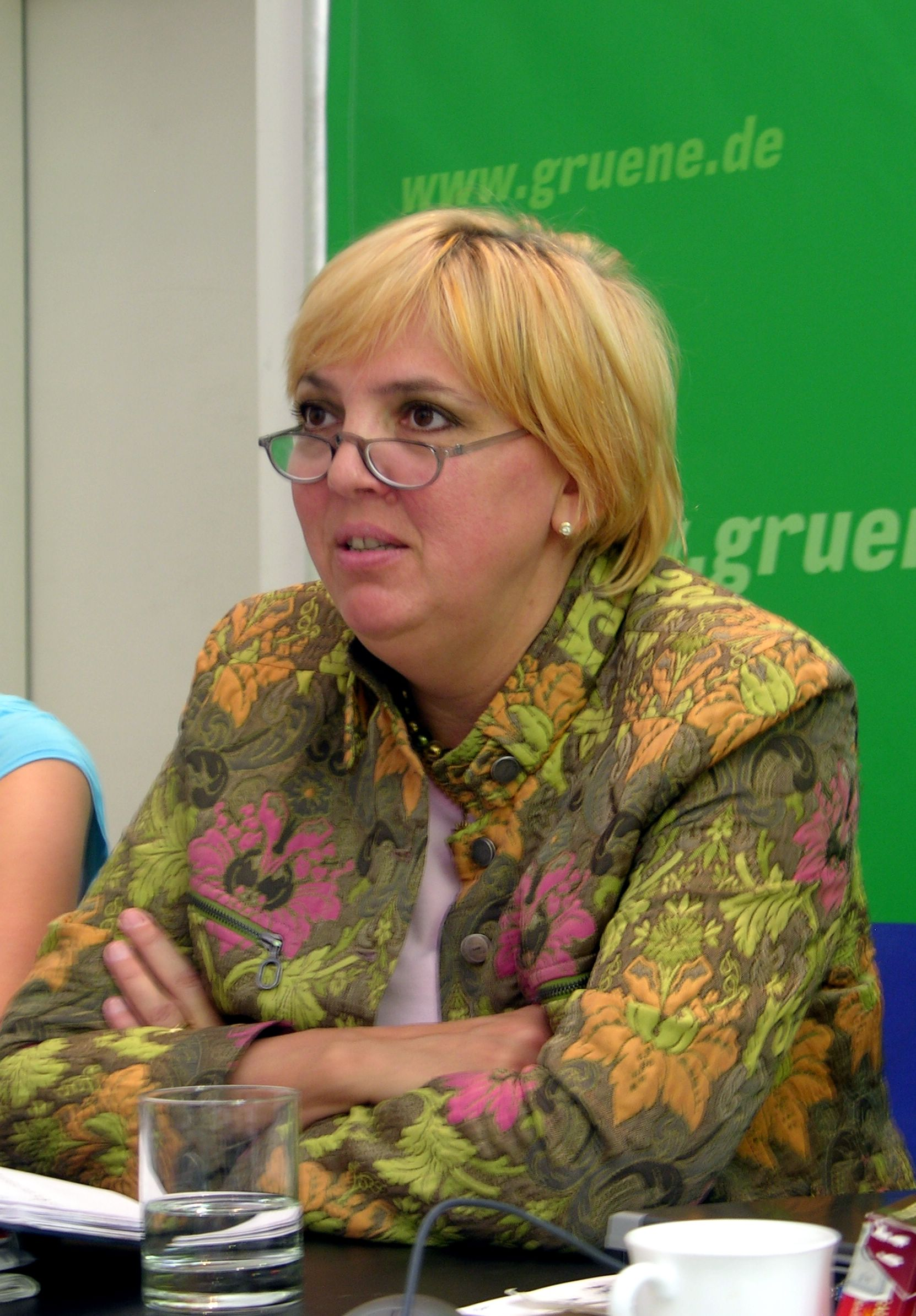
2001: Claudia Roth

- 2001: In Stuttgart wird Claudia Roth anstelle von Renate Künast, der das Bundesministerium für Verbraucherschutz, Ernährung und Landwirtschaft übertragen worden ist, zur Bundesvorsitzenden von Bündnis 90/Die Grünen an der Seite von Fritz Kuhn gewählt.

### Wirtschaft
- 1822: Für Zahnersatz wird das erste Patent bewilligt. Der New Yorker Charles M. Graham erhält es für den von ihm erfundenen verbesserten Aufbau künstlicher Zähne.
- 1920: Erik Liebreich erhält ein deutsches Patent für ein Verfahren zur elektrolytischen Abscheidung von metallischem Chrom, die Grundlage für das Verchromen durch Chromelektrolyte.
- 1959: Auf der Spielwarenmesse American Toy Fair in New York stellt das US-Unternehmen Mattel die Barbie-Puppe vor. Vorbild für die Puppe ist die Comic-Figur Bild-Lilli.
- 1964: In Dearborn im US-Bundesstaat Michigan verlassen die ersten Ford Mustangs die Auto-Montagebänder.

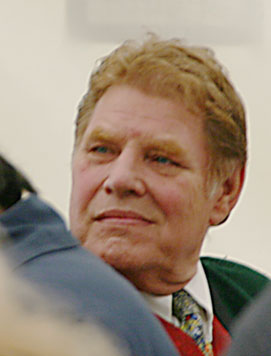
Karl-Heinz Wildmoser 2009

- 2004: Der Präsident des TSV 1860 München, Karl-Heinz Wildmoser wird festgenommen. Ihm wird die Annahme von 2,8 Mio. Euro Bestechungsgeld im Zusammenhang mit dem Bau der Allianz Arena in München vorgeworfen.

### Wissenschaft und Technik

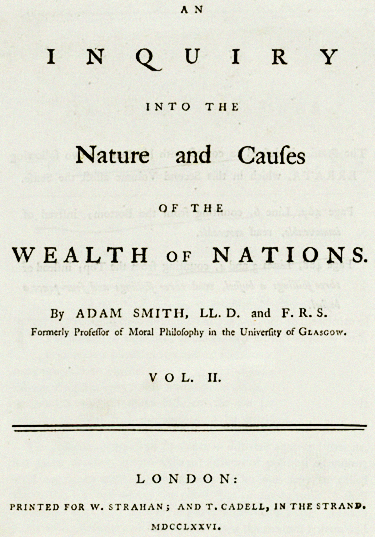
1776: Titelseite von Adam Smiths Hauptwerk

- 1776: Das Hauptwerk von Adam Smith An Inquiry into the Nature and Causes of the Wealth of Nations erscheint in London.
- 1911: Die Universität Lissabon wird nach bald 400 Jahren von der republikanischen Regierung erneut gegründet.
- 1931: Ernst Ruska testet das erste von ihm gemeinsam mit Max Knoll entwickelte Elektronenmikroskop, also ein Gerät, welches mit Elektronen statt mit Licht die Proben abtastet. Er erhält dafür 1986 den Physiknobelpreis.
- 1949: In Göttingen konstituiert sich der Deutsche Forschungsrat, ein Vorläufer der Deutschen Forschungsgemeinschaft.
- 1986: Die sowjetische Raumsonde Vega 2 passiert den Halleyschen Kometen in ca. 8000 km Entfernung.
- 2006: Die NASA gibt bekannt, dass sich auf dem Saturn-Mond Enceladus mutmaßlich Wasser befinden könnte. Die Vermutungen gehen zurück auf die Erforschung durch die Raumsonde Cassini-Huygens.

### Kultur
- 1801: An der Hofoper in Berlin erfolgt die Uraufführung des Liederspiels Frohsinn und Schwärmerey  von Friedrich Heinrich Himmel.

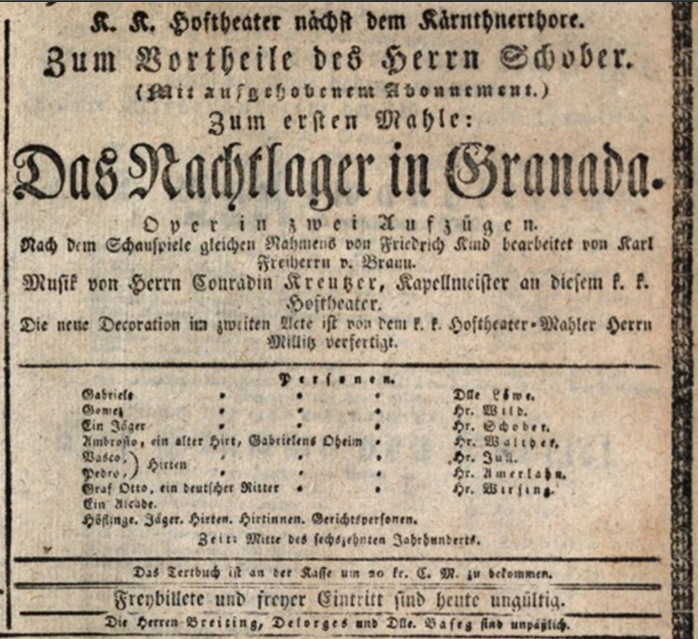
Das Nachtlager in Granada; Theaterzettel 1837

- 1837: Am Theater am Kärntnertor in Wien wird die Zweitfassung von Conradin Kreutzers romantischer Oper Das Nachtlager in Granada nach dem gleichnamigen Schauspiel von Johann Friedrich Kind uraufgeführt. Im Vergleich zur Erstfassung aus dem Jahr 1834 sind die gesprochenen Dialoge durch Rezitative ersetzt worden.
- 1839: Am Teatro alla Scala in Mailand wird die Oper Il Bravo von Saverio Mercadante uraufgeführt.

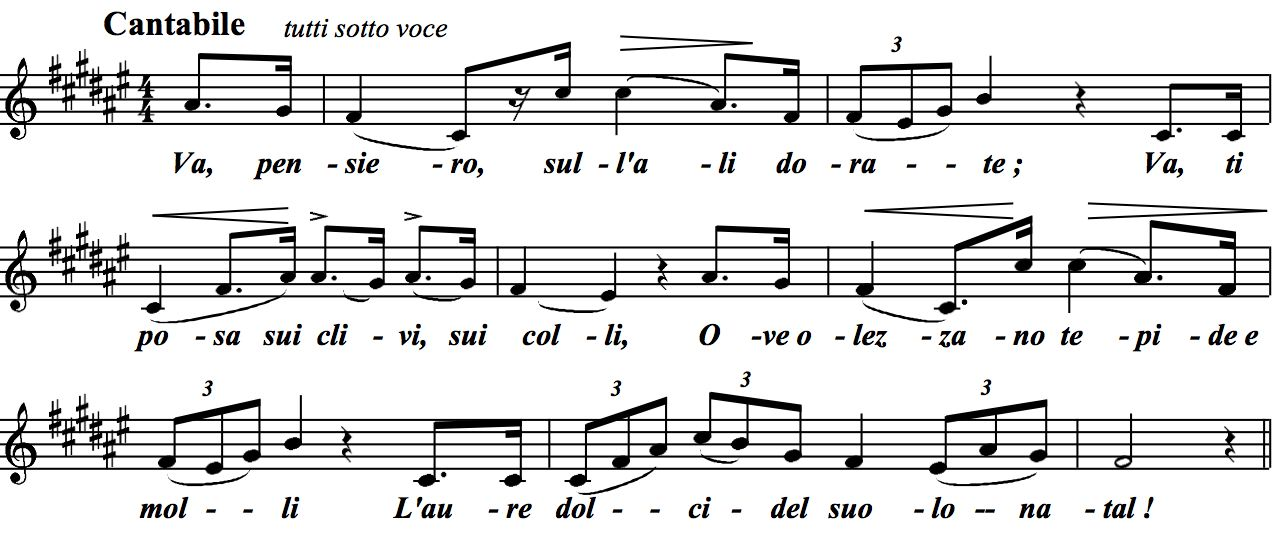
1842: „Va, pensiero“

- 1842: Giuseppe Verdis Oper Nabucco mit dem Libretto von Temistocle Solera wird am Teatro alla Scala di Milano in Mailand uraufgeführt. Verdis dritte Oper mit dem Gefangenenchor Va, pensiero wird ein Sensationserfolg, er selbst zum Helden des italienischen Opernlebens.
- 1844: Die lyrische Oper Ernani von Giuseppe Verdi mit dem Libretto von Francesco Maria Piave nach dem Stück Hernani von Victor Hugo wird mit großem Erfolg am Teatro La Fenice in Venedig uraufgeführt.
- 1849: Die komische Oper Die lustigen Weiber von Windsor von Otto Nicolai mit dem Libretto von Salomon Hermann Mosenthal nach der gleichnamigen Komödie von William Shakespeare hat am Königlichen Opernhaus in Berlin ihre Uraufführung. Das Werk, das vom Komponisten selbst dirigiert wird, feiert sofort einen fulminanten Erfolg.
- 1861: In Budapest findet die Uraufführung der Oper Bánk bán von Ferenc Erkel statt.
- 1868: Die Oper Hamlet von Ambroise Thomas erlebt in der Salle Le Peletier in Paris ihre Uraufführung.

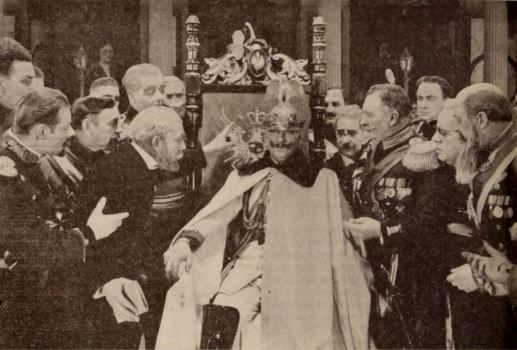
1918: Szene aus The Kaiser, the Beast of Berlin

- 1918: In New York kommt der US-amerikanische Kriegspropagandafilm The Kaiser, the Beast of Berlin in die Kinos. Regisseur Rupert Julian spielt auch die Titelrolle.
- 1930: In Leipzig findet die Uraufführung der Oper Aufstieg und Fall der Stadt Mahagonny von Kurt Weill und Bertolt Brecht statt. Im Zuschauerraum kommt es zu von Mitgliedern der NSDAP geförderten tumultartigen Szenen und das Stück kann nur unter Schwierigkeiten zu Ende gespielt werden.

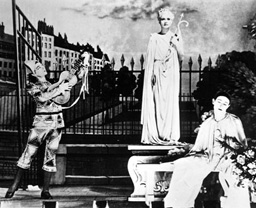
1945: Szene aus Les enfants du Paradis

- 1945: In Paris erlebt Marcel Carnés Film Kinder des Olymp (Les enfants du Paradis) seine Uraufführung. Der Film gilt als herausragendes Beispiel des poetischen Realismus in Frankreich.
- 1947: Der NWDR Hamburg sendet mit Axel Eggebrechts Was wäre, wenn … Ein Rückblick auf die Zukunft der Welt das erste deutschsprachige Radio-Feature.
- 1969: Im ZDF ist die erste Peter-Alexander-Show zu sehen.
- 1984: Die Neue Staatsgalerie Stuttgart, gebaut nach Plänen des schottischen Architekten James Stirling, wird nach viereinhalb Jahren Bauzeit eröffnet.

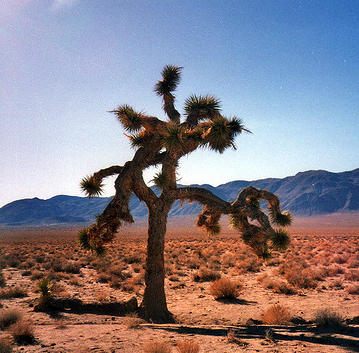
1987: Der Joshua Tree des U2-Plattencovers

- 1987: Die irische Rockband U2 veröffentlichen ihr fünftes Studioalbum The Joshua Tree, produziert von Brian Eno und Daniel Lanois. 1988 erhält das Album den Grammy für das beste Album des Jahres.
- 1995: Der US-amerikanische Science Fiction-Film Stargate startet in den deutschen Kinos.

### Gesellschaft
- 1796: Napoleon Bonaparte ehelicht die sechs Jahre ältere Joséphine de Beauharnais, Witwe des 1794 hingerichteten Alexandre de Beauharnais.
- 1994: Beim Amoklauf im Amtsgericht Euskirchen werden sieben Menschen getötet, acht weitere zum Teil schwer verletzt. Der Attentäter, dessen Einspruch gegen eine Geldstrafe abgelehnt worden ist, schießt auf die Zuschauer und zündet anschließend eine Bombe.
- 1994: Der weltweit erste Kriseninterventionsdienst im Rettungsdienst wird vom Arbeiter-Samariter-Bund in München eingerichtet.
- 2004: John Allen Muhammad wird im US-Bundesstaat Virginia wegen seiner Beteiligung an den Beltway Sniper Attacks von 2002 zum Tode verurteilt.

### Religion
- 1107: Papst Paschalis II. weiht in Seyr die Klosterkirche Notre-Dame de La Charité.
- 1132: Mit der Bildung einer neuen Klostergemeinschaft durch eingetroffene Zisterziensermönche beginnt das Gedeihen der Trappistenabtei Orval.
- 1144: Gerardus Cacciamenici wird als Nachfolger von Coelestin zum Papst gewählt und nimmt den Namen Lucius II. an.
- 1410: Die Bulle von Gegenpapst Alexander V. wird in Prag bekannt, welche die Auslieferung der Schriften John Wyclifs und den Widerruf seiner Lehren fordert. Jan Hus lässt sich davon nicht beeindrucken und predigt weiter in der Bethlehemskapelle auch über kirchliche Missstände.

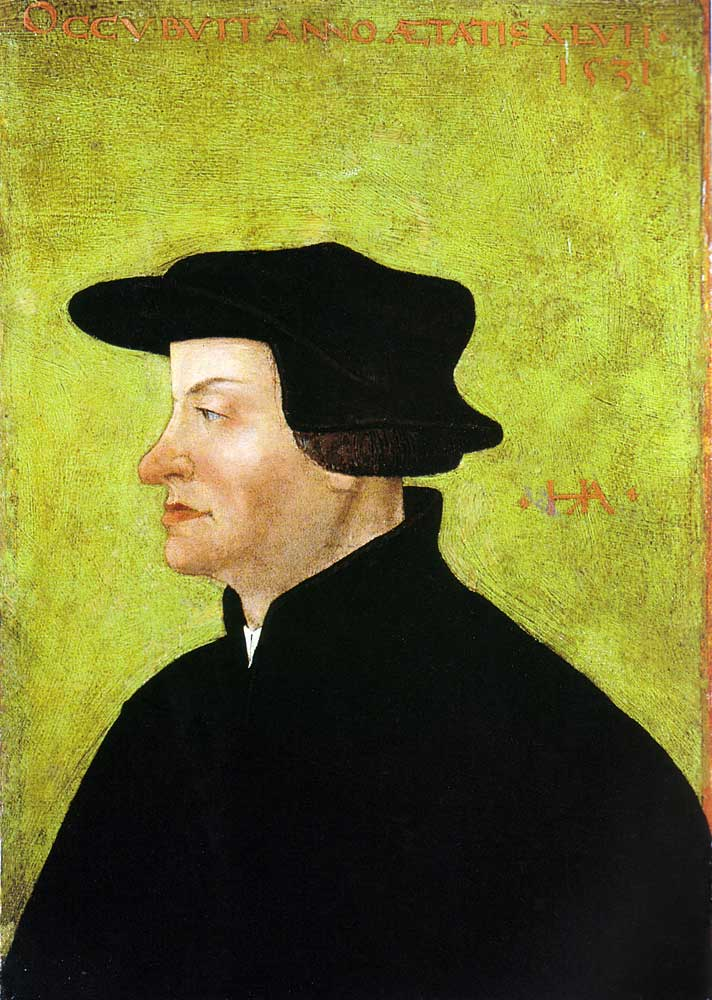
1522: Ulrich Zwingli

- 1522: Der Bruch des Fastengebots mit einem Wurstessen in Zürich gilt als Urdatum für die Reformierte Kirche. Huldrych Zwingli verteidigt die Aktion mit dem Argument, dass Fasten kein göttliches Gesetz sei.
- 1522: Mit der ersten seiner Invokavitpredigten meldet sich Martin Luther nach seinem Aufenthalt auf der Wartburg wieder in Wittenberg zurück und greift in den Streit um die Wittenberger Bewegung ein.

### Katastrophen
- 1965: Ein Erdbeben zerstört auf der Sporadeninsel Alonnisos in der gleichnamigen Inselhauptstadt 85 Prozent der Gebäude. Die Einwohner siedeln nach Patitiri um.

Kleinere Unglücksfälle sind in den Unterartikeln von Katastrophe und in der Liste von Katastrophen aufgeführt.

### Sport
- 1902: Der italienische Fußballverein Vicenza Calcio wird ins Leben gerufen.

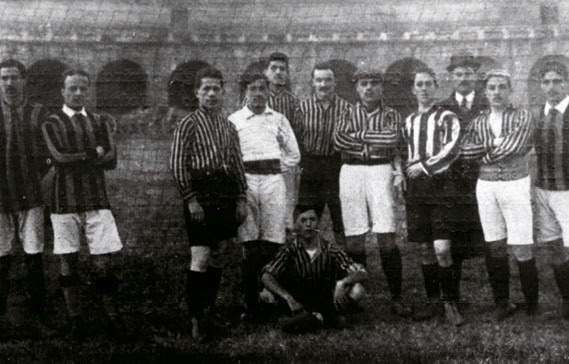
1908: Football Club Internazionale Milano

- 1908: Verärgerte Mitglieder des Milan Cricket and Football Club, bei dem nur Italiener spielberechtigt sind, gründen in Mailand den Football Club Internazionale Milano, um ihre Offenheit für Spieler aller Nationalitäten zu demonstrieren.
- 1984: Im Kampf um den vakanten Weltmeistertitel im Schwergewicht des Boxverbands WBC siegt Tim Witherspoon im Convention Center, Las Vegas, nach Punkten gegen Greg Page.

Einträge von Leichtathletik-Weltrekorden befinden sich unter der jeweiligen Disziplin unter Leichtathletik.

## Geboren

### Vor dem 18. Jahrhundert
- 1212: Hugo IV., Herzog von Burgund
- 1285: Go-Nijō, 94. Kaiser von Japan
- 1291: Cangrande I. della Scala, Stadtherr (Signore) von Verona
- 1434: Ashikaga Yoshikatsu, siebenter Shogun des Ashikaga-Shogunats
- 1451: Amerigo Vespucci, italienischer Kaufmann, Seefahrer, Navigator und Entdecker, Namensgeber Amerikas
- 1488: Girolamo della Robbia, italienischer Bildhauer und Architekt
- 1498: Hieronymus Baumgartner, Gestalter der Reformation in Nürnberg und Bürgermeister
- 1506: Asch-Schahīd ath-Thānī, zwölferschiitischer Rechtsgelehrter und Theologe
- 1564: David Fabricius, ostfriesischer Theologe, Amateurastronom und Kartograf
- 1568: Aloisius von Gonzaga, italienischer Jesuit und Pfleger von Pestkranken
- 1570: Eberhard, Graf zu Hohenlohe-Waldenburg
- 1617: Johann Jakob Bodmer, Schweizer Buchdrucker, Dichter und Politiker
- 1623: William Byam, englischer Gouverneur von Suriname
- 1627: Thomas Howard, 5. Duke of Norfolk, englischer Adeliger
- 1658: Juan de Acuña, spanischer Offizier, Kolonialverwalter und Vizekönig von Neuspanien
- 1664: Johann Michael Lang, deutscher lutherischer Theologe, Geistlicher und Hochschullehrer
- 1666: Johann Georg Rohr, Glockengießer in Heilbronn
- 1682: Johann Christoph Thielemann, deutscher Orgelbauer

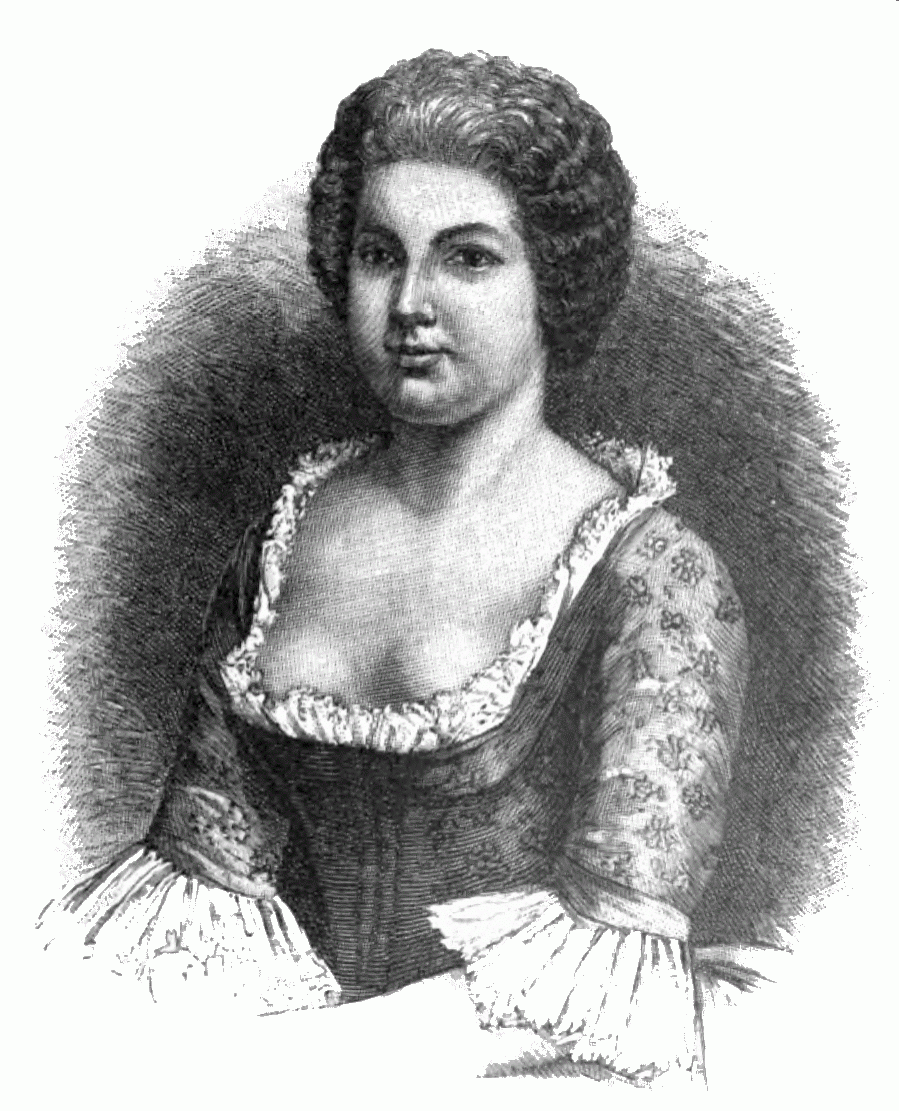
Friederike Caroline Neuber (* 1697)

- 1697: Friederike Caroline Neuber, deutsche Schauspielerin und Theaterprinzipalin, Mitbegründerin des regelmäßigen deutschen Schauspiels

### 18. Jahrhundert
- 1721: Karoline von Pfalz-Zweibrücken, Tochter des Pfalzgrafen Christian III.
- 1729: Anders Chydenius, finnischer Pfarrer, Politiker und Philosoph
- 1729: Friedrich Gabriel Resewitz, deutscher Pädagoge und Bildungspolitiker
- 1734: Francisco Bayeu, spanischer Maler
- 1737: Josef Mysliveček, tschechischer Komponist
- 1742: Jean-Baptiste Janson, französischer Cellist und Komponist
- 1746: Franz Georg Karl von Metternich, Diplomat und Minister in österreichischen Diensten
- 1749: Honoré Gabriel de Riqueti, comte de Mirabeau, französischer Politiker, Physiokrat, Schriftsteller, Publizist und Revolutionär
- 1750: Johann Friedrich August Tischbein, deutscher Maler
- 1753: Jean-Baptiste Kléber, französischer General
- 1758: Franz Joseph Gall, deutscher Arzt und Anatom
- 1759: William Jackson, US-amerikanischer Jurist
- 1763: William Cobbett, britischer Schriftsteller
- 1768: Heinrich Ludwig, Fürst von Nassau-Saarbrücken
- 1770: Karl von Einsiedel, deutscher Diplomat
- 1775: Constance Mayer, französische Malerin
- 1779: Johann Melchior Schuler, Schweizer evangelischer Geistlicher und Heimatforscher
- 1789: Désiré Raoul-Rochette, französischer Archäologe
- 1796: Peter von Bohlen, deutscher Orientalist
- 1798: Joseph Kyselak, österreichischer Alpinist und Hofkammerbeamter

### 19. Jahrhundert

#### 1801–1850
- 1802: Carl Friedrich Koch, deutscher Mediziner und Pädagoge
- 1804: Ludwig Griesselich, deutscher Homöopath, Mediziner und Herausgeber einer Zeitschrift
- 1806: Wilhelm Lindenschmit der Ältere, deutscher Maler
- 1809: Bettino Ricasoli, italienischer Staatsmann
- 1809: Eliza Wille, deutsche Romanschriftstellerin
- 1810: Johann Heinrich Gottlieb Luden, deutscher Rechtswissenschaftler
- 1810: Johann Georg Kastner, französischer Komponist und Musikschriftsteller

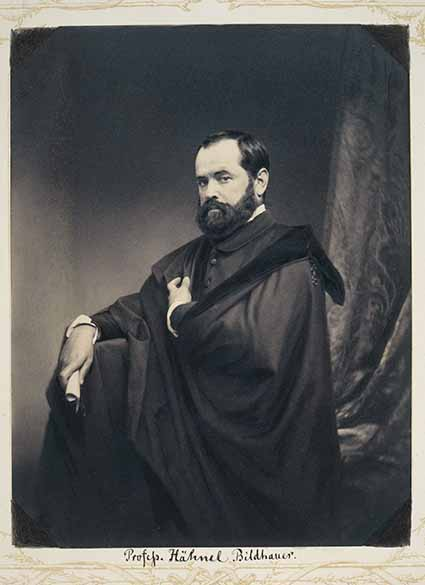
Ernst Hähnel (* 1811)

- 1811: Ernst Hähnel, deutscher Bildhauer und Professor an der Dresdner Kunstakademie
- 1812: Ludwig Franz Alexander Winther, deutscher Pathologe und Ophthalmologe
- 1814: Taras Schewtschenko, ukrainischer Dichter
- 1817: Francisco del Rosario Sánchez, dominikanischer Politiker, einer der Gründungsväter der Dominikanischen Republik
- 1818: Ferdinand Joachimsthal, deutscher Mathematiker
- 1818: Rahmatallāh al-Kairānawī, indischer Gelehrter
- 1819: Frederick Smyth, US-amerikanischer Politiker
- 1821: Adelheid Christine zu Schaumburg-Lippe, Mitglied des Hauses Schaumburg-Lippe und Herzogin von Schleswig-Holstein-Sonderburg-Glücksburg
- 1825ː Maria Michailowna Romanowa, russische Großfürstin und Mitglied des Hauses Romanow-Holstein-Gottorp
- 1829: Ernst Arthur Seemann, deutscher Verleger
- 1830: Alexander von Berckefeldt, preußischer Offizier und Bürgermeister
- 1831ː Henriette Faißt, deutsche Industriellengattin, Stifterin und Gründerin der Hugo Wolf Akademie
- 1835: Arno von Arndt, preußischer General der Infanterie
- 1838: Heinrich Lanz, deutscher Erfinder und Hersteller von Landmaschinen und Lokomobilen
- 1838: Ludwig Gumplowicz, polnisch-österreichischer Staatswissenschaftler, Mitbegründer der europäischen Soziologie
- 1839: Maria Zanders, deutsche Unternehmerin und Kulturstifterin
- 1840: Wilhelm Oesterhaus, deutscher Pädagoge und der erste Dichter in lippischer Mundart
- 1841: Hugo Woldemar Hickmann, deutscher Pfarrer und Gründer des ersten Kindererholungsheims Deutschlands
- 1843: Willem Rooseboom, Generalgouverneur von Niederländisch-Indien
- 1845: Wilhelm Pfeffer, deutscher Botaniker und Pflanzenphysiologe
- 1846: Emil Warburg, deutscher Physiker

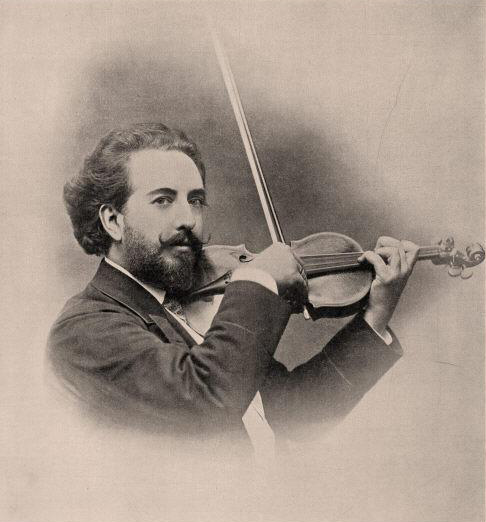
Martin Marsick (* 1847)

- 1847: Martin Marsick, belgischer Violinvirtuose und -lehrer

#### 1851–1900
- 1851: Paul Vittorelli, österreichischer Jurist, Richter am Verfassungsgerichtshof
- 1852: Matthew Arthur, 1. Baron Glenarthur, schottischer Geschäftsmann und Peer
- 1852: Christian Giørtz Middelboe, dänischer Seeoffizier und Marineminister
- 1852ː Mary Outerbridge, US-amerikanische Tennispionierin
- 1854: Richard Henrion, deutscher Komponist und Militärkapellmeister
- 1855: Theobald Dächsel, deutscher Theologe, Pfarrer und Superintendent
- 1856: Edward Goodrich Acheson, US-amerikanischer Chemiker und Techniker
- 1856: Hermann Iseke, deutscher Dichter
- 1856: Franz von Soden, württembergischer General
- 1857: Georg von Borries, deutscher Jurist und Verwaltungsbeamter, Regierungspräsident von Magdeburg und Minden
- 1859: Peter Altenberg, österreichischer Schriftsteller
- 1859: Alexandru Averescu, rumänischer General und Ministerpräsident
- 1859: Antoine Jean Baumgartner, Schweizer evangelischer Theologe und Hochschullehrer
- 1861: Franz Loewinson-Lessing, russischer Geologe und Petrologe
- 1861ː Margaret Murray Washington, US-amerikanische Pädagogin, Dozentin und Aktivistin
- 1865: Paul Hoeniger, deutscher Maler
- 1866: Theodor Ahlrichs, deutscher Theologe
- 1871: Arthur Fickenscher, US-amerikanischer Komponist
- 1871: Emil Rosenow, deutscher Schriftsteller
- 1872: Tom Delahanty, US-amerikanischer Baseballspieler
- 1874: Karl Foerster, deutscher Gärtner, Staudenzüchter und Schriftsteller
- 1874: Louis Goumaz, Schweizer evangelischer Geistlicher und Hochschullehrer
- 1874: Sonia Lewitska, ukrainische Malerin, tätig in Paris
- 1875: Theodor Barth, Schweizer Kunstmaler
- 1877: Emil Abderhalden, Schweizer Physiologe
- 1877: Stuart Stickney, US-amerikanischer Golfer
- 1879: Alois Arnegger, österreichischer Landschaftsmaler
- 1879: Agnes Miegel, deutsche Dichterin, Schriftstellerin und Journalistin
- 1879: Martin Mutschmann, deutscher Unternehmer und Politiker, Gauleiter, Reichsstatthalter und Ministerpräsident von Sachsen, MdR
- 1881: Ernest Bevin, britischer Gewerkschaftsführer und Politiker, mehrfacher Minister
- 1881: Wera Tubandt, deutsche Chemikerin
- 1882: Adolf Hamm, deutscher Organist
- 1882: Cyril Monk, australischer Geiger, Musikpädagoge und Komponist
- 1883: Umberto Saba, italienischer Dichter und Schriftsteller
- 1883: Heorhij Narbut, ukrainischer Maler, Buchillustrator und Grafiker
- 1885: Bernhard Nienaber, deutscher Jurist, Verwaltungsbeamter und Kommunalpolitiker
- 1886: Kenneth Edwards, US-amerikanischer Golfspieler
- 1887: Fritz Lenz, deutscher Anthropologe, Humangenetiker und Eugeniker, führender Rassenhygieniker der Weimarer Republik und NS-Zeit
- 1888: Willy Westra van Holthe, niederländischer Fußballspieler
- 1888: Raquel Meller, spanische Sängerin und Filmschauspielerin
- 1890: Willibald von Langermann und Erlencamp, deutscher General

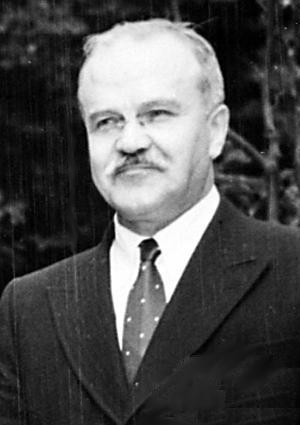
Wjatscheslaw Michailowitsch Molotow (* 1890)

- 1890: Wjatscheslaw Michailowitsch Molotow, sowjetischer Politiker, Regierungschef, Außenminister
- 1891: Hermann Eris Busse, deutscher Schriftsteller
- 1891: Frida Kern, österreichische Komponistin und Dirigentin
- 1891: Kurt Latte, deutscher Philologe
- 1892: Rudolf Friedrichs, deutscher Politiker, Oberbürgermeister von Dresden, Ministerpräsident von Sachsen
- 1892: Mátyás Rákosi, ungarischer Politiker, Minister, Ministerpräsident, stalinistischer Diktator
- 1892: Rudolf Riege, deutscher Künstler und Grafiker
- 1892: Vita Sackville-West, britische Schriftstellerin und Gartengestalterin
- 1892: Josef Weinheber, österreichischer Lyriker, Erzähler und Essayist
- 1893: Esko Aaltonen, finnischer Soziologe und Volkskundler
- 1893: Roland Jacobi, ungarischer Tischtennisspieler
- 1894: Frank Arnau, deutscher Schriftsteller
- 1894: Franz Wilhelm Seiwert, deutscher Maler und Bildhauer, Avantgardist und Mitglied der Kölner Progressiven
- 1895: Adolf Scheibe, deutscher Physiker, Entwickler der Quarzuhr in Deutschland
- 1895: Isobel Baillie, britische Sopranistin
- 1896: Werner Beinhauer, deutscher Romanist und Hispanist
- 1899: Giuseppe Ferretto, italienischer Priester, vatikanischer Amtsträger, Bischof und Kardinal
- 1899: Adolf Katz, deutscher Jurist, Politiker, Verwaltungsbeamter und SS-Angehöriger, MdR
- 1900: Aimone, 4. Herzog von Aosta und Herzog von Spoleto, italienischer Adliger, designierter Titularkönig des Unabhängigen Staates Kroatien

### 20. Jahrhundert

#### 1901–1925
- 1902: Will Geer, US-amerikanischer Schauspieler
- 1902: Nadine Hwang, chinesische Pilotin
- 1903: Johan Goslings, niederländischer Mediziner
- 1903: Albert Meyer, US-amerikanischer Priester und Theologe, Erzbischof von Chicago und Kardinal
- 1903: Wage Rudolf Soepratman, Komponist der indonesischen Nationalhymne
- 1904: Bobby Kohlrausch, deutscher Automobilrennfahrer
- 1906: Heinz Rein, deutscher Schriftsteller
- 1907: Mircea Eliade, rumänischer Religionswissenschaftler, Philosoph und Schriftsteller
- 1908: Sep Ruf, deutscher Architekt

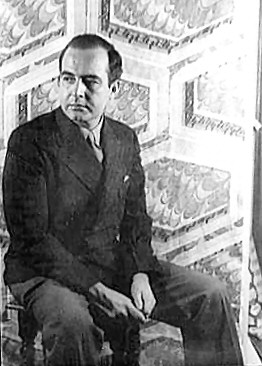
Samuel Barber (* 1910)

- 1910: Samuel Barber, US-amerikanischer Komponist
- 1910: Harry Glickman, russischer Geiger
- 1910: S. Sylvan Simon, US-amerikanischer Regisseur und Produzent
- 1911: Raymond Abrashkin, US-amerikanischer Schriftsteller, Drehbuchautor und Regisseur
- 1911: Clara Rockmore, russische Theremin-Virtuosin
- 1913: Lotte Koch, deutsch-belgische Schauspielerin
- 1916: Jack Ferrante, US-amerikanischer American-Football-Spieler
- 1916: Puey Ungphakorn, thailändischer Wirtschaftswissenschaftler, Verwaltungsfachmann und Hochschullehrer
- 1917: Ian Watt, britischer Literaturkritiker und Literaturhistoriker
- 1918: Dale Alderson, US-amerikanischer Baseballspieler
- 1918: George Lincoln Rockwell, US-amerikanischer Offizier, Gründer der American Nazi Party
- 1918: Mickey Spillane, US-amerikanischer Krimi-Schriftsteller
- 1919: Lola Müthel, deutsche Schauspielerin
- 1920: Jerry Byrd, US-amerikanischer Countrysänger und Musiker
- 1922: Diether Posser, deutscher Politiker, MdL, mehrfacher Landesminister
- 1922ː Felice Schragenheim, jüdisch-deutsche Journalistin, Holocaustopfer
- 1923: Benito Jacovitti, italienischer Comiczeichner
- 1923: Walter Kohn, US-amerikanischer Physiker, Nobelpreisträger
- 1923: Augusto Magli, italienischer Fußballspieler
- 1924: Otto van de Loo, deutscher Galerist
- 1924: Peter Scholl-Latour, deutscher Journalist
- 1925: Francisco José Arnáiz Zarandona, Weihbischof in Santo Domingo
- 1925: G. William Miller, US-amerikanischer Politiker

#### 1926–1950
- 1926: Milan Křížek, tschechischer Komponist, Musiklehrer und Bratschist
- 1926: Celso Garrido Lecca, peruanischer Komponist
- 1926: Jerry Ross, US-amerikanischer Komponist und Liedtexter
- 1927: Klaus Dieter Arndt, deutscher Politiker, MdL, MdB, MdEP
- 1927: Renate Brockpähler, deutsche Volkskundlerin
- 1927: Bezerra da Silva, brasilianischer Liedermacher
- 1927: Johannes Hanselmann, deutscher Landesbischof, Präsident des Lutherischen Weltbundes
- 1928: Gerald Bull, kanadischer Ingenieur und Ballistiker, Attentatsopfer
- 1928: Wilhelm Salber, deutscher Psychologe und Philosoph, Direktor des Psychologischen Instituts an der Universität zu Köln
- 1929: Arnulf Zitelmann, deutscher Schriftsteller
- 1929: Hugh Desmond Hoyte, guyanischer Politiker, Premierminister, Staatspräsident
- 1929: Brigitte Krause, deutsche Schauspielerin
- 1930: Maria Àngels Anglada, spanische Autorin
- 1930: Vic Ash, britischer Jazz-Klarinettist und Saxophonist
- 1930: Ornette Coleman, US-amerikanischer Jazz-Musiker und Komponist
- 1930: Taina Elg, finnisch-US-amerikanische Tänzerin und Schauspielerin
- 1930: Ota Filip, tschechoslowakischer Schriftsteller
- 1930: Stephen Fumio Hamao, japanischer Priester, Bischof von Yokohama und Kurienkardinal
- 1930: Fritz Rau, deutscher Konzert- und Tourneeveranstalter
- 1930: Thomas Schippers, US-amerikanischer Dirigent
- 1930: Kurt Sobotka, österreichischer Schauspieler, Kabarettist, Regisseur und Autor
- 1931: Esther Knorr-Anders, deutsche Journalistin und Schriftstellerin
- 1931: Masahiro Shinoda, japanischer Regisseur und Drehbuchautor
- 1932: Gerfried Appelt, deutscher Geodät, Verwaltungsbeamter und Hochschullehrer
- 1932: Abderrahmane Boubekeur, algerisch-französischer Fußballspieler und -trainer
- 1932: Rodolfo Quezada Toruño, guatemaltekischer Priester, Erzbischof Guatemala-Stadt und Kardinal
- 1933: Milan Dimić, serbisch-kanadischer Literaturwissenschaftler

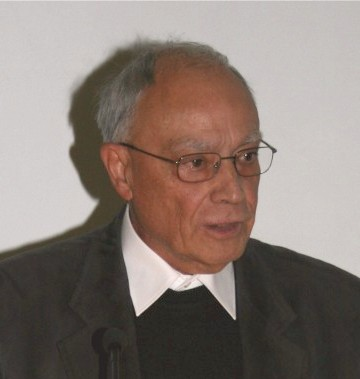
Reinhard Lettmann (* 1933)

- 1933: Reinhard Lettmann, deutscher Priester und Kirchenrechtler, Bischof von Münster
- 1933: William Francis McBeth, US-amerikanischer Komponist und Professor
- 1933: Lloyd Price, US-amerikanischer Rhythm-&-Blues- und Rock-’n’-Roll-Sänger
- 1934: Dany Brawand, Schweizer Industrie-Designer
- 1934: Juri Gagarin, sowjetischer Pilot und Kosmonaut, erster Mensch im Weltraum
- 1934: Dietmar Grieser, österreichischer Schriftsteller
- 1934: Jiří Kalach, tschechischer Komponist
- 1934: Lothar Zysk, deutscher Jurist, Richter am deutschen Bundesgerichtshof
- 1935: Karl Schröder, deutscher Heimatforscher und Studiendirektor
- 1936: Gerhard Ammann, österreichischer Politiker
- 1936: Iris Galey, Schweizer Traumatherapeutin und Buchautorin
- 1936: Mickey Gilley, US-amerikanischer Country-Sänger und Pianist
- 1937: Azio Corghi, italienischer Komponist und Musikpädagoge
- 1938: Lill-Babs, schwedische Schlagersängerin
- 1938: Ryszard Parulski, polnischer Fechter

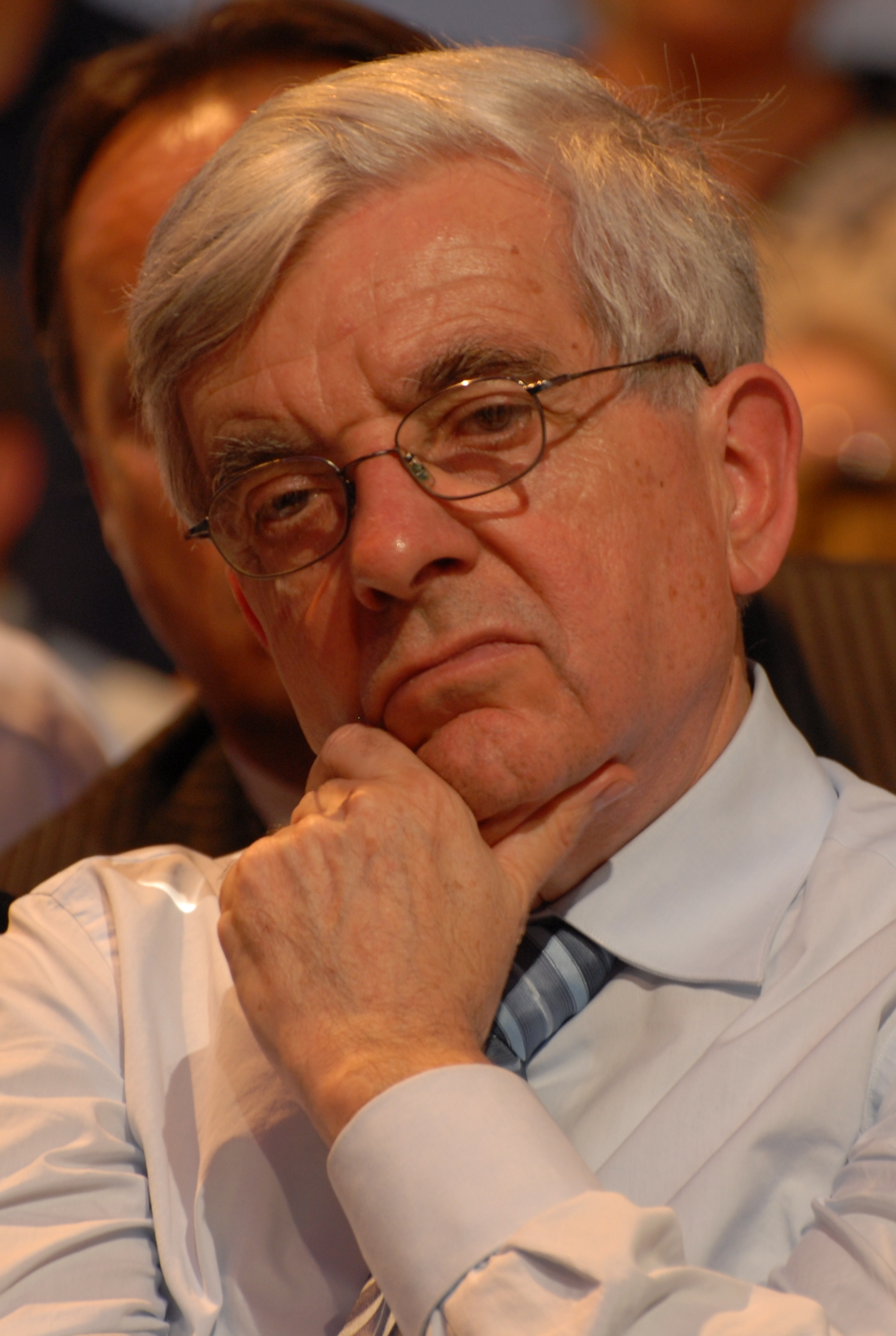
Jean-Pierre Chevènement (* 1939)

- 1939: Jean-Pierre Chevènement, französischer Politiker
- 1939: Jochen Pützenbacher, deutscher Hörfunkmoderator
- 1939: Dario Robbiani, Schweizer Politiker und Journalist
- 1939: Benjamin Zander, britischer Dirigent
- 1940: Jean-Jacques Debout, französischer Chansonnier, Textdichter, Komponist und Schauspielveranstalter
- 1940: Larissa Golubkina, sowjetische bzw. russische Schauspielerin und Sängerin
- 1940: Raúl Juliá, US-amerikanischer Schauspieler
- 1940: Gerold Meraner, italienischer Politiker (Südtirol)
- 1940: Reijo Taipale, finnischer Tango- und Schlagersänger
- 1941: Wolfgang Schröder, österreichisch-deutscher Forstwissenschaftler
- 1942: John Cale, britischer Artrock-Musiker
- 1942: Pedro Rivera Toledo, puerto-ricanischer Komponist, Arrangeur, Saxophonist und Dirigent
- 1943: Bobby Fischer, US-amerikanischer Schachspieler und -weltmeister
- 1943: Jef Raskin, US-amerikanischer Informatiker
- 1943: Walfriede Schmitt, deutsche Schauspielerin
- 1943: Wolf Singer, deutscher Hirnforscher
- 1943: Trish Van Devere, US-amerikanische Schauspielerin
- 1944: Camille Zaidan, libanesischer Geistlicher
- 1945: Robert Calvert, britischer Allroundkünstler, Dichter, Schauspieler und Musiker

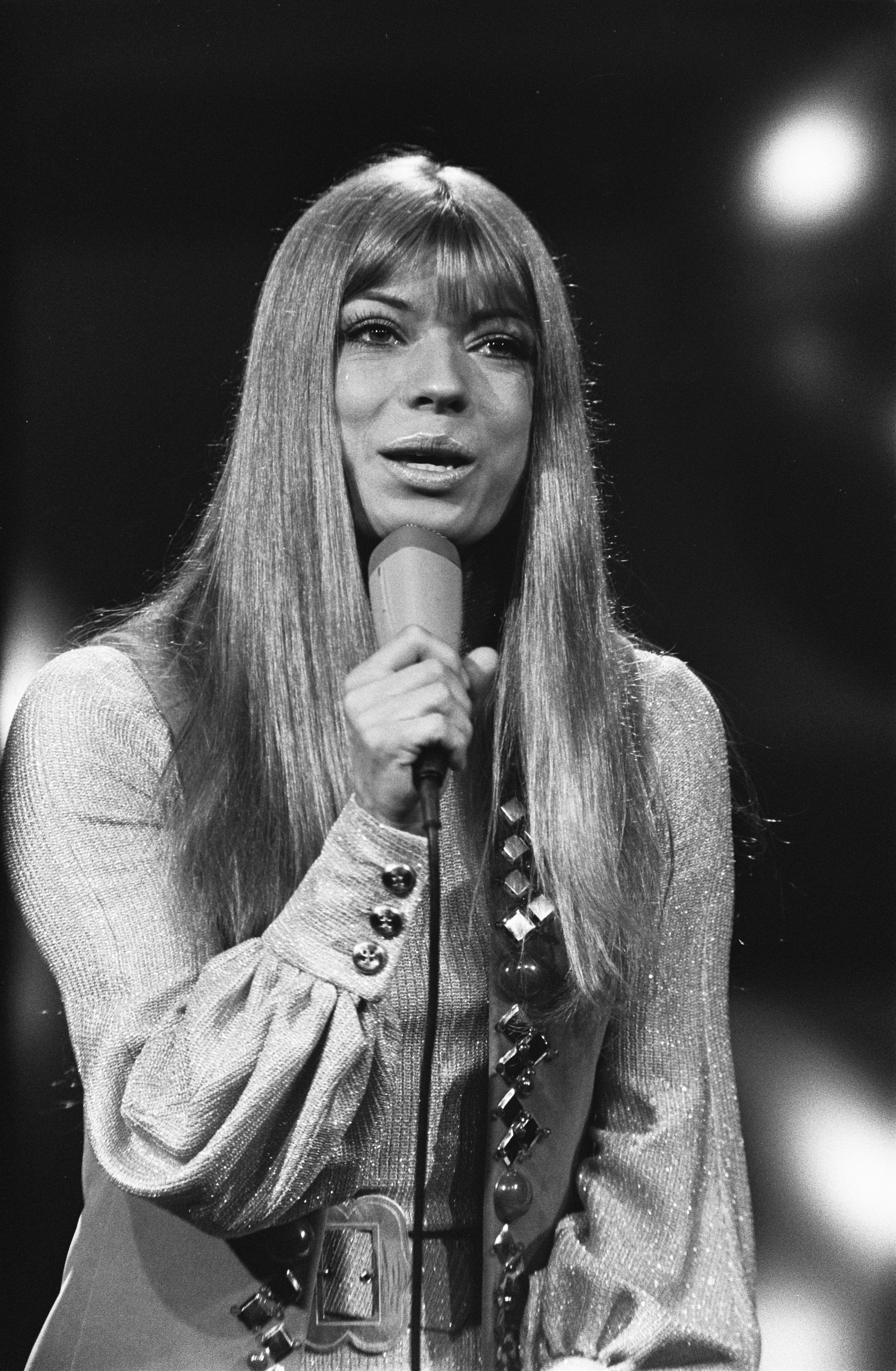
Katja Ebstein (* 1945)

- 1945: Katja Ebstein, deutsche Sängerin
- 1945: Hartmut Haupt, deutscher Fußballspieler
- 1945: Karl Nolle, deutscher Unternehmer und Politiker, MdL
- 1945: Robin Trower, britischer Rockmusiker
- 1945: Ron Widby, US-amerikanischer American-Football-Spieler
- 1946: Bernd Hölzenbein, deutscher Fußballspieler und -funktionär
- 1947: Kali Fasteau, US-amerikanische Jazzmusikerin
- 1947: Keri Hulme, neuseeländische Schriftstellerin
- 1947: Emiliano Mondonico, italienischer Fußballspieler und -trainer
- 1947: Holger Schmezer, deutscher Dressurreiter und Trainer
- 1948: Bernd Kessens, deutscher Schriftsteller
- 1948: Schimon Stein, israelischer Diplomat
- 1948: Chris Thompson, britischer Rock-Sänger, Gitarrist und Komponist
- 1948: Wolfgang Wieland, deutscher Rechtsanwalt und Politiker, MdL, Bürgermeister und Senator, MdB
- 1949: Kalevi Aho, finnischer Komponist
- 1950: Danny Sullivan, US-amerikanischer Automobilrennfahrer

#### 1951–1975
- 1951: Zakir Hussain, indischer Tabla-Spieler und Komponist

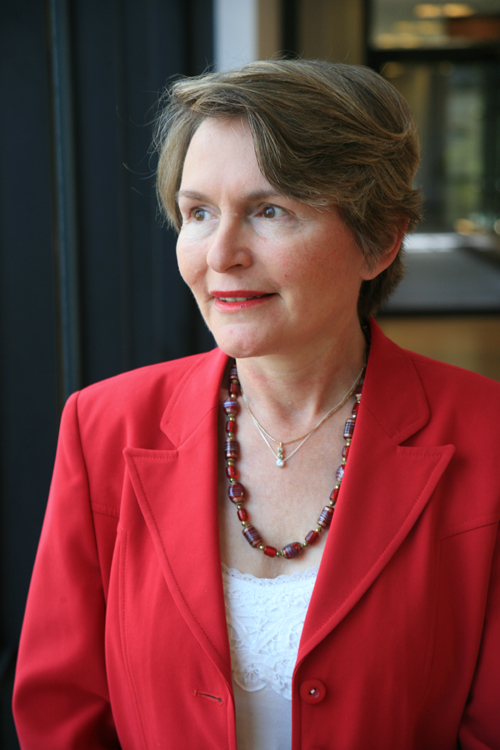
Helen Zille (* 1951)

- 1951: Helen Zille, südafrikanische Journalistin und Politikerin
- 1952: Bill Beaumont, englischer Rugbyspieler
- 1952: Renzo Holzer, Schweizer Eishockeyspieler und -trainer
- 1953: Anna Henkel-Grönemeyer, deutsche Schauspielerin
- 1953: Horst Rasch, deutscher Politiker, MdL, Landesminister
- 1953: Alexander Raskatow, russischer Komponist
- 1954: Teodor Anghelini, rumänischer Fußballspieler
- 1954: Christian Eberl,  deutscher Forstwissenschaftler und Politiker, MdB
- 1954: Carlos Ghosn, brasilianisch-libanesischer Manager (Renault-Nissan)
- 1954: Matthias Matussek, deutscher Journalist und Publizist
- 1954: Roland Methling, deutscher Kommunalpolitiker,  Oberbürgermeister von Rostock
- 1954: Bobby Sands, nordirisches Mitglied der IRA, Unterhausabgeordneter
- 1954: Jock Taylor, britischer Motorradrennfahrer
- 1955: Teo Fabi, italienischer Skirennläufer und Automobilrennfahrer
- 1955ː Doriana Mandrelli Fuksas, italienische Architektin und Designerin
- 1955: Keith Krehbiel, US-amerikanischer Politikwissenschaftler

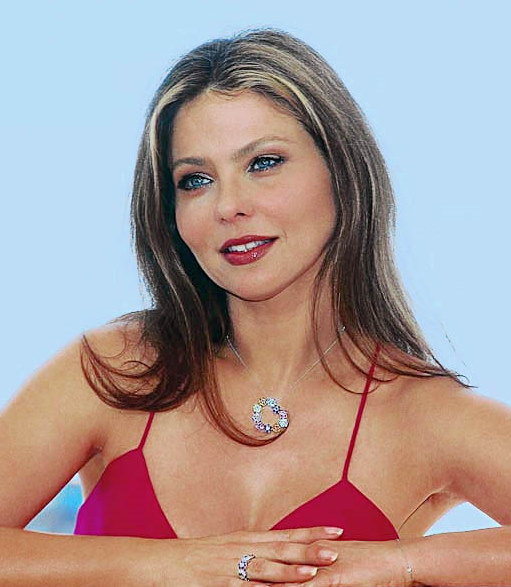
Ornella Muti (* 1955)

- 1955: Ornella Muti, italienische Schauspielerin
- 1955: Franco Uncini, italienischer Motorradrennfahrer
- 1956: Thomas Huther, deutscher Fotograf, Künstler und Grafiker
- 1956: György Nébald, ungarischer Säbelfechter, Olympiasieger
- 1956: Christoph Poppen, deutscher Dirigent und Violinist
- 1957: Mauro Bonifacio, italienischer Komponist, Dirigent und Musikpädagoge
- 1957: Oliver Stritzel, deutscher Schauspieler und Sprecher
- 1958: Ülkü Akbaba, österreichische Schauspielerin, Dramaturgin, Regisseurin, Film- und Theaterautorin
- 1958: Linda Fiorentino, US-amerikanische Schauspielerin
- 1958: Corinna Kirchhoff, deutsche Schauspielerin
- 1958: Hans Stacey, niederländischer Rallye- und Rallye-Raid-Fahrer
- 1959: Kay Gauditz, deutscher Kameramann
- 1959: Peter Nadig, deutscher Althistoriker
- 1959: Tom Amandes, US-amerikanischer Schauspieler

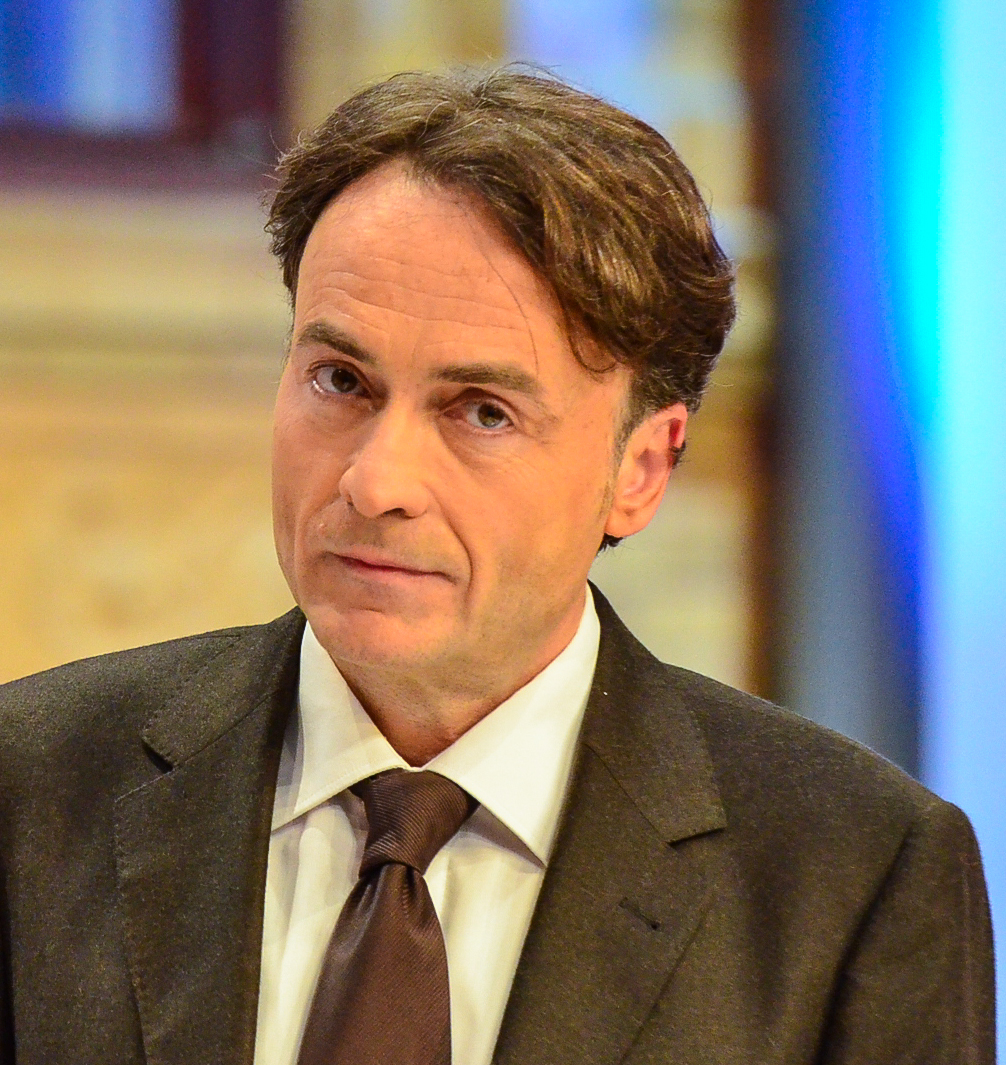
Giovanni di Lorenzo (* 1959)

- 1959: Giovanni di Lorenzo, deutsch-italienischer Journalist, Chefredakteur der Wochenzeitung Die Zeit
- 1960: Florence Malgoire, französische Violinistin und Dirigentin
- 1962: Jan Furtok, polnischer Fußballspieler und -trainer
- 1962: Richard Quest, britischer Nachrichtenmoderator
- 1963: Artur Auernhammer, deutscher Politiker, MdB
- 1963: Matthias Knoll, deutscher Übersetzer, Lyriker und Rezitator
- 1964: Juliette Binoche, französische Schauspielerin
- 1964: Paul Caligiuri, US-amerikanischer Fußballspieler
- 1964: Herbert Fandel, deutscher Fußballschiedsrichter und Pianist
- 1965: Uta Bresan, deutsche Schlagersängerin und Moderatorin
- 1965: Christian Rudolf, deutscher Schauspieler
- 1965: Antonio Saca, Präsident von El Salvador
- 1966: Aljona Asjornaja, russische Malerin
- 1967: Christian W. Schulz, österreichischer Cellist
- 1967: Alexander Seitz, deutscher Jurist
- 1967: Nikolas Vogel, österreichischer Kameramann
- 1967: Michael Weinfurter, deutscher Eishockeyspieler
- 1968: Youri Djorkaeff, französischer Fußballspieler
- 1969: Mahmoud Abdul-Rauf, US-amerikanischer Basketballspieler
- 1969: Izaline Calister, niederländische Musikerin
- 1969: Kimberly Guilfoyle, US-amerikanische Journalistin
- 1970: Shannon Leto, US-amerikanischer Fotograf und Schlagzeuger
- 1970: Andrei Schumilin, russischer Ringer
- 1970: Hilmi Sözer, deutsch-türkischer Schauspieler und Comedian
- 1970: Yoon Je-moon, südkoreanischer Schauspieler
- 1972: Jean Louisa Kelly, US-amerikanische Schauspielerin
- 1973: AZ, US-amerikanischer Rapper
- 1973: Chen Li, deutsche Mathematikerin mit chinesischen Wurzeln
- 1973ː Rona Hartner, rumänische Schauspielerin und Sängerin
- 1973: Jakob Piil, dänischer Radrennfahrer
- 1973: David Prinosil, deutscher Tennisspieler
- 1973: Matteo Salvini, italienischer Politiker
- 1974: Diana Fehr, liechtensteinische Skirennläuferin
- 1974: Marte Huke, norwegische Lyrikerin
- 1974: Sophie Schütt, deutsche Schauspielerin
- 1975: Roy Makaay, niederländischer Fußballspieler
- 1975: Juan Sebastián Verón, argentinischer Fußballspieler

#### 1976–2000
- 1976: Yamila Díaz, argentinisches Model
- 1976: Anier García, kubanischer Leichtathlet
- 1976: Nicole Kortlüke, deutsche Filmeditorin
- 1976: Francisco Mancebo, spanischer Radsportler
- 1976: Ben Mulroney, kanadischer Fernsehmoderator

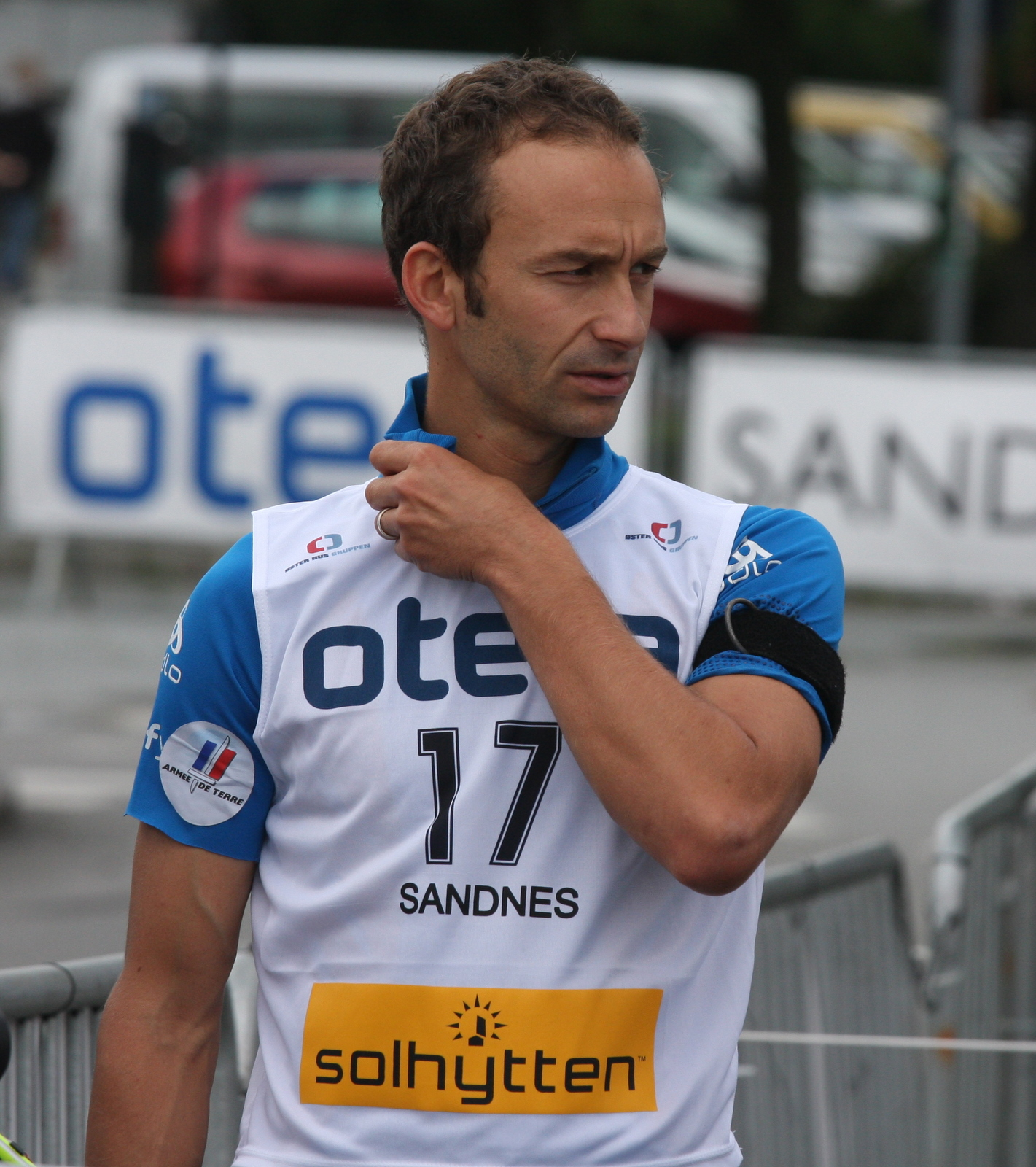
Vincent Defrasne (* 1977)

- 1977: Vincent Defrasne, französischer Biathlet
- 1977: Ariane Sommer, deutsche Autorin, Moderatorin, Kolumnistin, Schauspielerin und Model
- 1978: Lucas Neill, australischer Fußballspieler
- 1979: Christian Friedel, deutscher Sänger und Schauspieler
- 1980: Matt Barnes, US-amerikanischer Basketballspieler
- 1980: Volker Bruch, deutsch-österreichischer Schauspieler
- 1980: Chingy, US-amerikanischer Musiker
- 1980: Matthew Gray Gubler, US-amerikanischer Schauspieler
- 1980: Rohō Yukio, russischer Sumōringer
- 1981: Nikky Blond, ungarische Pornodarstellerin
- 1981: Igor Medved, slowenischer Skispringer
- 1983: Bijan Benjamin, deutsch-iranischer Filmregisseur
- 1983: Luke Charteris, walisischer Rugby-Union-Spieler
- 1983: Clint Dempsey, US-amerikanischer Fußballspieler
- 1983: Ioannis Masmanidis, deutscher Fußballspieler
- 1983: Marko Šuler, slowenischer Fußballspieler
- 1984: Eduard Maratowitsch Absalimow, russischer Boxer
- 1984: Johan Andersson, schwedischer Eishockeyspieler
- 1984: Artūrs Ansons, lettischer Radrennfahrer
- 1984: Kamel Fathi Ghilas, algerischer Fußballspieler
- 1984: Guillaume Gillet, belgischer Fußballspieler
- 1984: Julia Mancuso, US-amerikanische Skirennläuferin
- 1985: Zdenko Baotić, bosnisch-herzegowinisch-kroatischer Fußballspieler
- 1985: Christian Drecke, deutscher Handballspieler
- 1985: Sonia Kälin, Schweizer Schwingerin
- 1985: Pastor Maldonado, venezolanischer Automobilrennfahrer

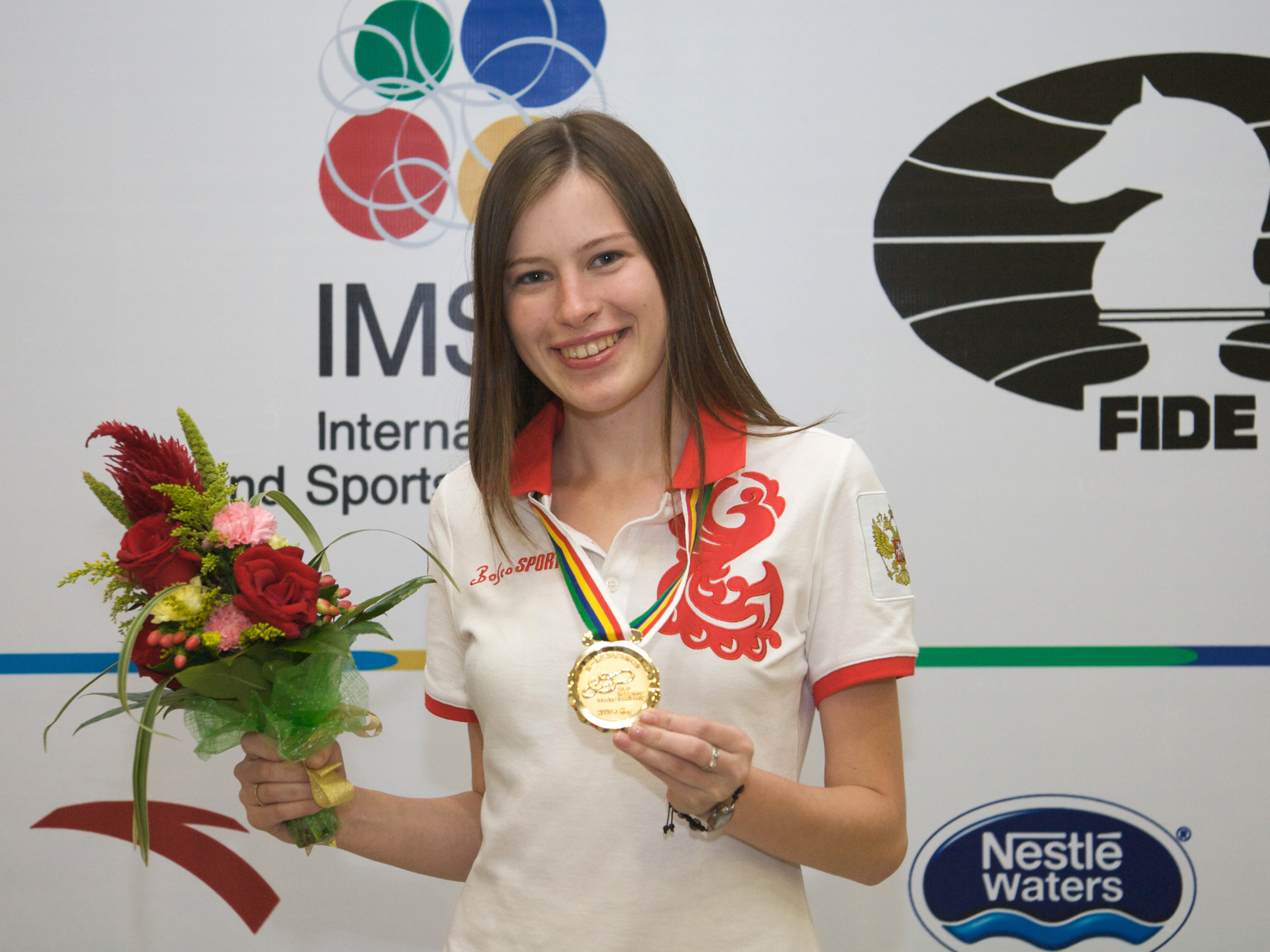
Natalja Pogonina (* 1985)

- 1985: Natalja Pogonina, russische Schachspielerin, Großmeisterin
- 1985: Michael Wojtanowicz, österreichischer Fußballspieler
- 1986: Bernadett Bognár-Bódi, ungarische Handballspielerin
- 1986: Tim Pool, US-amerikanischer Journalist
- 1986: Brittany Snow, US-amerikanische Schauspielerin
- 1987: Bow Wow, US-amerikanischer Rapper und Schauspieler
- 1987: Pirmin Schwegler, Schweizer Fußballspieler
- 1988: Fabio Onidi, italienischer Automobilrennfahrer
- 1988: Jermaine Wattimena, niederländischer Dartspieler
- 1989: Simon Pesch, deutscher Fußballtrainer
- 1989: Florence Schelling, Schweizer Eishockeytorhüterin und -funktionärin
- 1989: Kim Tae-yeon, südkoreanische Sängerin
- 1990: Iwan Urywskyj, ukrainischer Theaterregisseur
- 1990: Fahri Akyol, deutsch-türkischer Fußballspieler
- 1990: Daley Blind, niederländischer Fußballspieler
- 1990: Nicolas Höfler, deutscher Fußballspieler
- 1992: Patrick Dogue, deutscher Moderner Fünfkämpfer
- 1993: Marcus Maye, US-amerikanischer American-Football-Spieler
- 1993: Tom Trybull, deutscher Fußballspieler
- 1993: Suga, koreanischer Rapper
- 1994: Okay Yokuşlu, türkischer Fußballspieler
- 1995: Ángel Correa, argentinischer Fußballspieler
- 1997: Malin Bergtun, norwegische Biathletin
- 1998: Stephanie Jenal, Schweizer Skirennfahrerin
- 1999: Fūka Nagano, japanische Fußballspielerin
- 2000: Sven Mijnans, niederländischer Fußballspieler

### 21. Jahrhundert
- 2001: Dominik Keim, deutscher Handballspieler
- 2001: Jeon So-mi, südkoreanische Popsängerin
- 2002: Usman Garuba, spanischer Basketballspieler
- 2003: Sunisa Lee, US-amerikanische Turnerin
- 2005: Elisabeth Bocock, US-amerikanische Skirennläuferin

## Gestorben

### Vor dem 19. Jahrhundert
- 0842: Hunbert, Bischof von Würzburg
- 1009: Brun von Querfurt, Missionar in Polen und Preußen, Märtyrer
- 1062: Herbert II., Graf von Maine
- 1098: Thoros, Herrscher von Edessa
- 1113: Siegfried I., Pfalzgraf bei Rhein und Graf von Weimar-Orlamünde
- 1156: Alexander von Płock, Bischof von Plock
- 1204: Laurentius I., Bischof von Lebus
- 1223: Heinrich II. von Veringen, Bischof von Straßburg
- 1249: Siegfried III. von Eppstein, Erzbischof von Mainz
- 1302: Richard FitzAlan, 8. Earl of Arundel, englischer Magnat und Militär
- 1328: David Martin, walisischer Bischof
- 1344: Gertrud III. von Everstein, Äbtissin von Gernrode
- 1361: Ernst I., Fürst von Braunschweig-Grubenhagen
- 1404: Burkhard von Ellerbach, Bischof von Augsburg
- 1422: Jan Želivský, tschechischer Priester der Hussiten
- 1440: Franziska von Rom, italienische Ordensgründerin, Mystikerin
- 1444: Leonardo Bruni, Staatskanzler von Florenz
- 1463: Katharina von Bologna, italienische Klarissin und Klostergründerin, Mystikerin und Malerin
- 1466: Dietrich III. von Bocksdorf, Rektor der Universität Leipzig und Bischof von Naumburg
- 1477: Heinrich IV., Herzog zu Mecklenburg
- 1537: Quirin op dem Veld von Willich, Weihbischof in Köln
- 1551: Andreas Kritzmann, Büchsenmeister in Magdeburg
- 1560: Caspar Landsidel, deutscher Pädagoge und Rhetoriker
- 1560: Katharina von Tecklenburg, Fürstäbtissin des Stifts Essen
- 1566: David Rizzio, italienischer Musiker, Privatsekretär und Günstling von Maria Stuart
- 1575: Wolfgang Wissenburg, Schweizer Reformator, Geograph und Hochschullehrer
- 1576: Heinrich Lersner, hessischer Politiker

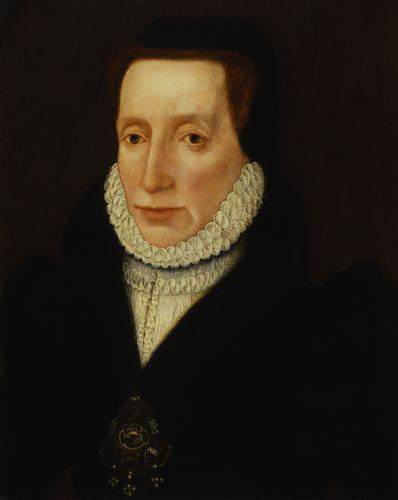
Margaret Douglas († 1578)

- 1578: Margaret Douglas, schottische Adelige
- 1583: Martín Enríquez de Almansa, spanischer Offizier und Vizekönig von Neuspanien und Peru
- 1588: Pomponio Amalteo, italienischer Maler
- 1589: Paul Dolscius, deutscher Mediziner, Pädagoge und Dichter
- 1599: Detlev von Ahlefeldt, Herr auf Osterrade und Haseldorf
- 1617: Alonso de Ribera de Pareja, spanischer Soldat und Gouverneur von Chile
- 1620: Aegidius Albertinus, deutscher Schriftsteller und Übersetzer der Gegenreformation
- 1623: Reinhard Scheffer der Jüngere, deutscher Jurist und Staatsmann
- 1625: Dorothea Sibylle von Brandenburg, Herzogin von Brieg
- 1649: George Wyllys, englischer Kolonist und Gouverneur der Colony of Connecticut
- 1649: Arthur Capell, 1. Baron Capell of Hadham, englischer Adeliger, Politiker und Militär
- 1649: James Hamilton, 1. Duke of Hamilton, englischer Adeliger und Heerführer
- 1649: Henry Rich, 1. Earl of Holland, englischer Peer, Politiker und Offizier
- 1654: Pedro Álvarez de Toledo y Leiva, spanischer Offizier und Kolonialverwalter, Vizekönig von Galicien und Vizekönig von Peru
- 1661: Jules Mazarin, französischer Diplomat und Kardinal italienischer Abstammung, regierender Minister (graue Eminenz)
- 1685: Carpoforo Tencalla, italienisch-schweizerischer Maler
- 1692: Dominikus Dietrich, deutscher Jurist und Bürgermeister von Straßburg
- 1694: Caspar Sagittarius, deutscher Historiker und Hochschullehrer
- 1695: Eberhard Jabach, deutscher Bankier und Kunstsammler
- 1707: Jean II. d’Estrées, Marschall und Vizeadmiral von Frankreich
- 1711: Vitus Seipel,  deutscher Prämonstratenser, Abt, Weihbischof und Generalvikar
- 1721: Johann Kayser, westfälischer Dichter, lutherischer Prediger und Gymnasiallehrer
- 1724: Ernst Friedrich I., Herzog von Sachsen-Hildburghausen
- 1732: Giuseppe Antonio Bernabei, italienischer Organist, Komponist und Kapellmeister
- 1742: James Douglas-Hamilton, 5. Duke of Hamilton, schottischer Adeliger
- 1742: Michael Klahr der Ältere, deutscher Bildhauer
- 1752: Claude-Joseph Geoffroy, französischer Botaniker, Mykologe und Apotheker
- 1795: John Armstrong sr., US-amerikanischer Bauingenieur, Generalmajor und Politiker
- 1797: Wassili Alexejewitsch Paschkewitsch, russischer Komponist
- 1797: Iwan Grigorjewitsch Tschernyschow, russischer Diplomat
- 1800: Friedrich Wilhelm von Erdmannsdorff, Architekt und Architekturtheoretiker, Vertreter des deutschen Frühklassizismus

### 19. Jahrhundert
- 1801: Johann Christian Gottlieb Ackermann, deutscher Arzt
- 1819: Johann Evangelist Fuß, ungarischer Komponist und Kapellmeister
- 1819: Johann Bernhard Lippert, deutscher evangelischer Theologe
- 1821: Christian Adolph Overbeck, Bürgermeister von Lübeck und Dichter
- 1823: Hans Conrad Escher von der Linth, Schweizer Wissenschaftler, Bauingenieur, Seidenfabrikant, Maler, Kartograf und Politiker
- 1825: Anna Laetitia Barbauld, englische Autorin
- 1829: Friedrich Wilhelm Ludwig von Beulwitz, deutscher Jurist und Kanzler von Schwarzburg-Rudolstadt

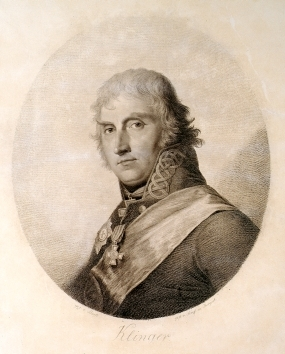
Friedrich Maximilian Klinger († 1831)

- 1831: Friedrich Maximilian Klinger,  deutscher Dichter und Dramatiker (Sturm und Drang)
- 1840: Pierre Dupont de l’Étang, französischer General
- 1840: Georg Scheiblein, römisch-katholischer Geistlicher

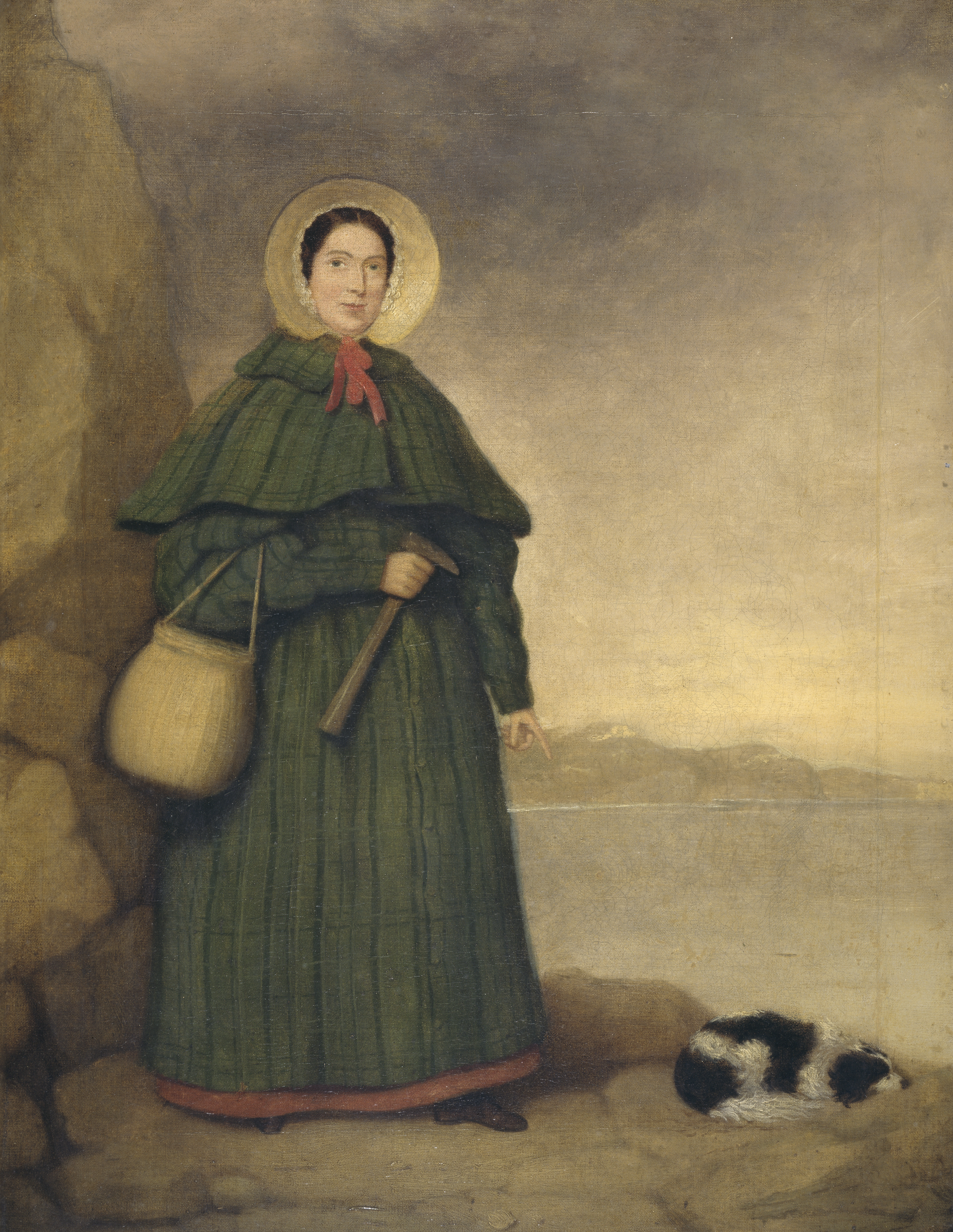
Mary Anning († 1847)

- 1847: Mary Anning, britische Paläontologin
- 1850: Francesco Maria Avellino, italienischer Archäologe
- 1851: Hans Christian Ørsted, dänischer Physiker und Chemiker
- 1857: Dominikus Savio, italienischer Schüler bei Don Bosco
- 1870: Théodore Labarre, französischer Harfenvirtuose und Komponist
- 1888: Wilhelm I., deutscher Kaiser und König von Preußen
- 1889: Paolo Ferrari, italienischer Lustspieldichter

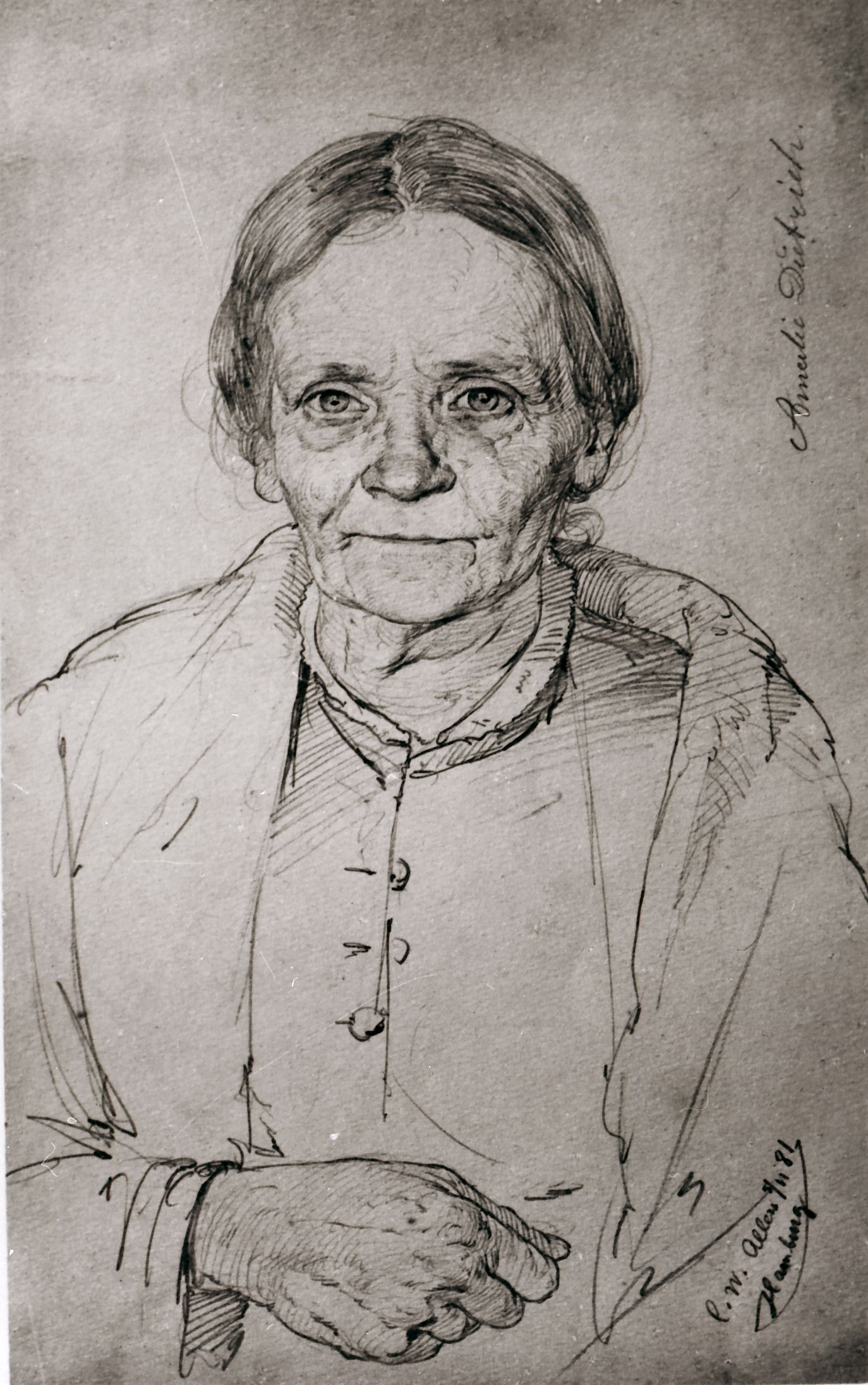
Amalie Dietrich († 1891)

- 1891: Amalie Dietrich, deutsche Botanikerin, Zoologin
- 1892: Gustav von Bonstetten, Schweizer Archäologe
- 1892: Heinrich Cordes, deutscher evangelischer Missionar in Südindien
- 1893: Disma Fumagalli, italienischer Komponist und Musikpädagoge
- 1894: Emma Lutteroth, deutsche Malerin
- 1894: Marie von Reitzenstein, deutsche Autorin und Lyrikerin
- 1895: Leopold von Sacher-Masoch, österreichischer Schriftsteller
- 1896: Otto Fridolin Fritzsche, deutscher Theologe
- 1897: Louise Ahrweiler, schwedisch-deutsche Theaterschauspielerin

### 20. Jahrhundert

#### 1901–1950
- 1902: Hermann Allmers, norddeutscher Heimatdichter
- 1905: Nikolai Karl Adolf Anderson, deutsch-baltischer Philologe
- 1911: Otto Puchstein, deutscher Archäologe
- 1911: Adolf von Randow, deutscher Politiker, MdL, Bildhauer und Bankier
- 1914: Friedrich X. von Dalberg, Mitglied der reichsritterschaftlichen Familie Dalberg
- 1917: Agnes Sime Baxter, kanadische Mathematikerin
- 1917: Wilhelm Meyer, deutscher Altphilologe und Mediävist

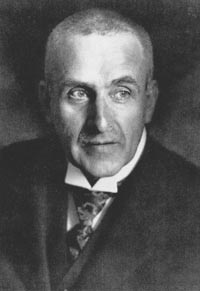
Frank Wedekind († 1918)

- 1918: Frank Wedekind, deutscher Schriftsteller, Dramatiker und Schauspieler
- 1923ː Hildegard Koch, deutsche Malerin, Mitglied der Gruppe Dresdner Künstlerinnen
- 1923: Wilhelm Heinrich Roscher, deutscher Altphilologe
- 1926: Usui Mikao, japanischer Begründer der alternativmedizinischen Reiki-Lehre
- 1928: Julius Goerdeler, deutscher Richter und Parlamentarier
- 1931: Charles Galloway, US-amerikanischer Komponist
- 1933: Aladár Aujeszky, ungarischer Veterinärpathologe und Mikrobiologe
- 1936: Sidney Johnston Catts, US-amerikanischer Politiker
- 1936: Yukteswar Giri, indischer Yogi und Guru
- 1936: Franz Philip Hosp, deutschamerikanischer Landschaftsgärtner und Baumschuler
- 1936: Eduard Stucken, deutscher Schriftsteller
- 1937: Georg Amft, deutscher Komponist und Musiklehrer
- 1943: Otto Freundlich, deutscher Maler und Bildhauer, einer der ersten Vertreter der abstrakten Kunst
- 1943: Anton Rimathé, Schweizer Gewerkschaftsfunktionär und Politiker
- 1944: Otto von Below, deutscher General im Ersten Weltkrieg
- 1946: John Joseph Glennon, irisch-US-amerikanischer Priester, Erzbischof von St. Louis und Kardinal
- 1947: Max Studer, Schweizer Jurist und Politiker
- 1947: Wilhelm Werner, deutscher Automobilrennfahrer
- 1950: Felix Buttersack, deutscher Militärarzt und Schriftsteller

#### 1951–2000
- 1951: Gonzalo Queipo de Llano, spanischer General

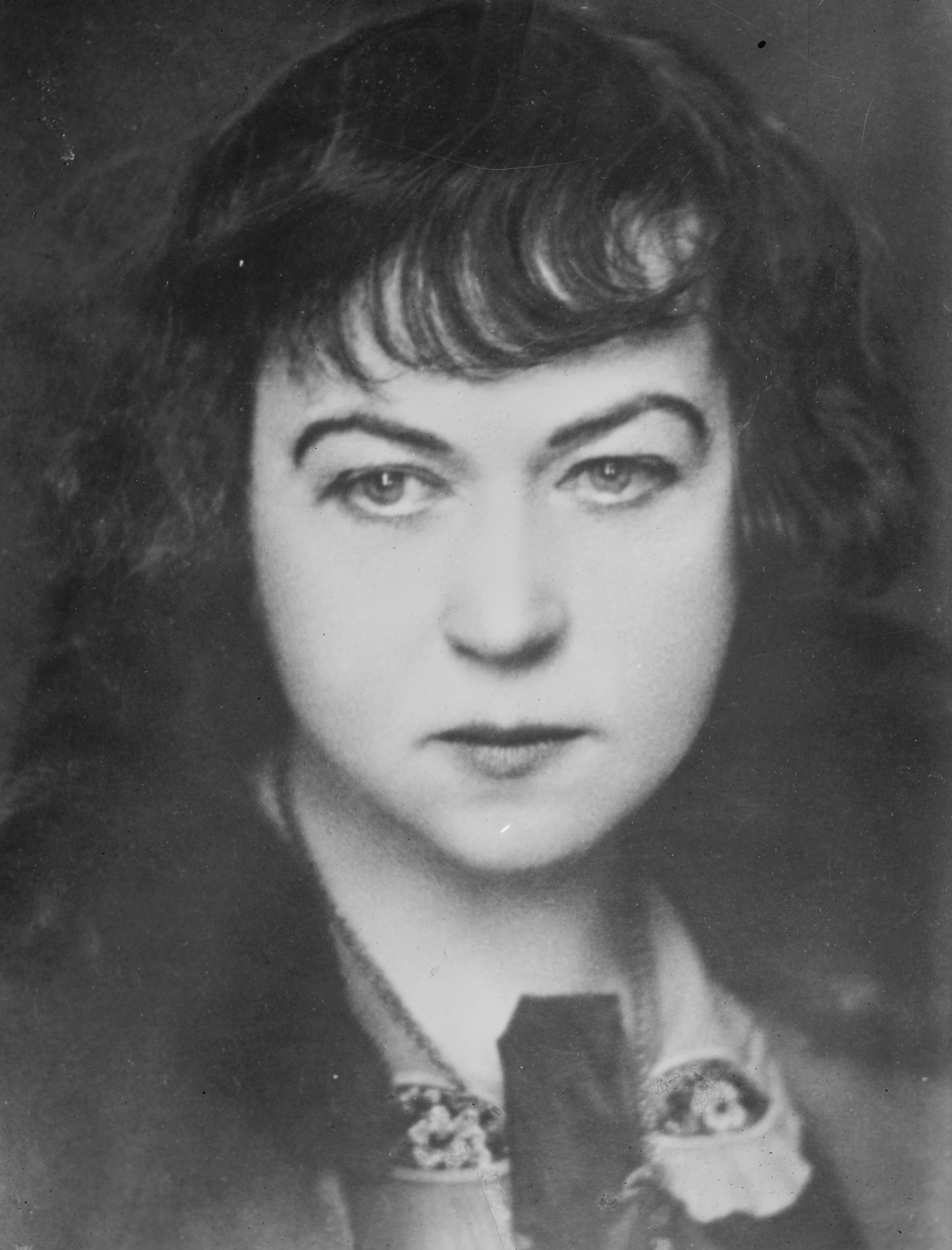
Alexandra Kollontai († 1952)

- 1952: Alexandra Michailowna Kollontai, russische Revolutionärin, Diplomatin und Schriftstellerin
- 1952: Eberhard Wildermuth, deutscher Politiker, MdL, Landesminister, MdB und Bundesminister
- 1954: Clara Westhoff, deutsche Bildhauerin und Malerin
- 1954: Eva Ahnert-Rohlfs, deutsche Astronomin
- 1955: Matthew Henson, US-amerikanischer Polarforscher
- 1955: Monique Saint-Hélier, Schweizer Schriftstellerin
- 1957: Kennerley Rumford, britischer Sänger (Bariton)
- 1958: Eugen Benz, deutscher Industrieller, Funktionär und Automobilrennfahrer
- 1960: Otto Ackermann, Schweizer Dirigent
- 1960: Bernhard Aschner, österreichischer Physiologe und Arzt
- 1962: Zdeněk Nejedlý, tschechischer Historiker, Literaturkritiker und Musikwissenschaftler
- 1963: Werner Beumelburg, deutscher Journalist und Schriftsteller
- 1963: Roland Coty, französischer Unternehmer und Automobilrennfahrer

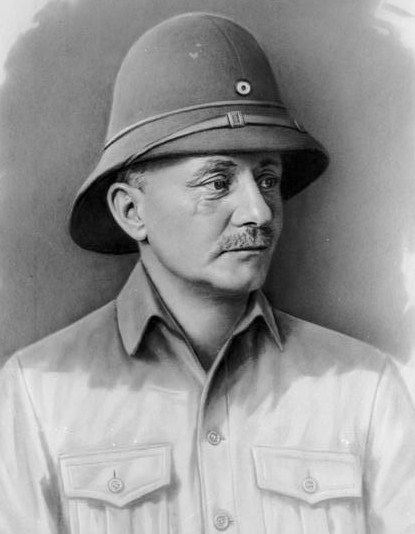
Paul von Lettow-Vorbeck († 1964)

- 1964: Paul von Lettow-Vorbeck, deutscher General und Schriftsteller
- 1966: Pablo Birger, argentinischer Automobilrennfahrer
- 1966: Stella Fontaine, jüdisch-niederländische Kleinkünstlerin und Kabarettistin
- 1967: Viktor Afritsch, österreichischer Theater- und Filmschauspieler
- 1968: Jack Ernst, US-amerikanischer American-Football-Spieler
- 1968: Hans Schumann, deutscher Motorradrennfahrer
- 1969: Charles Brackett, US-amerikanischer Drehbuchautor
- 1969: Walter Christaller, deutscher Geograf
- 1971: Kirellos VI., Patriarch von Alexandria
- 1971: Karimuddin Asif, indischer Filmregisseur
- 1971: Karl Schulz, deutscher Fußballspieler
- 1972: Josef Graf von Soden-Fraunhofen, deutscher Jurist, Diplomat und Politiker
- 1974: Earl Wilbur Sutherland, US-amerikanischer Physiologe und Nobelpreisträger
- 1975: Alfred E. Driscoll, US-amerikanischer Politiker
- 1977: Paul Aebischer, Schweizer Romanist und Mediävist
- 1978: Henri Meylan, Schweizer evangelischer Theologe und Hochschullehrer
- 1979: Jean-Marie Villot, französischer Priester, Erzbischof von Lyon, Kardinal, Kardinalstaatssekretär und -kämmerer
- 1980: Heinz Linge, deutscher SS-Offizier, Chef des persönlichen Dienstes und Kammerdiener von Adolf Hitler
- 1980: Olga Tschechowa, deutsche Schauspielerin russischer Herkunft
- 1981: Max Delbrück, deutsch-US-amerikanischer Biophysiker und Genetiker, Nobelpreisträger
- 1983: Ulf von Euler, schwedischer Mediziner und Neurochemiker
- 1984: Imogen Holst, britische Musikschriftstellerin, Komponistin und Dirigentin
- 1985: Mildgitha Bachleitner, deutsche Ordensfrau
- 1986: Blanche Aubry, schweizerische Schauspielerin
- 1986: Walter Bader, deutscher Archäologe und Denkmalschützer

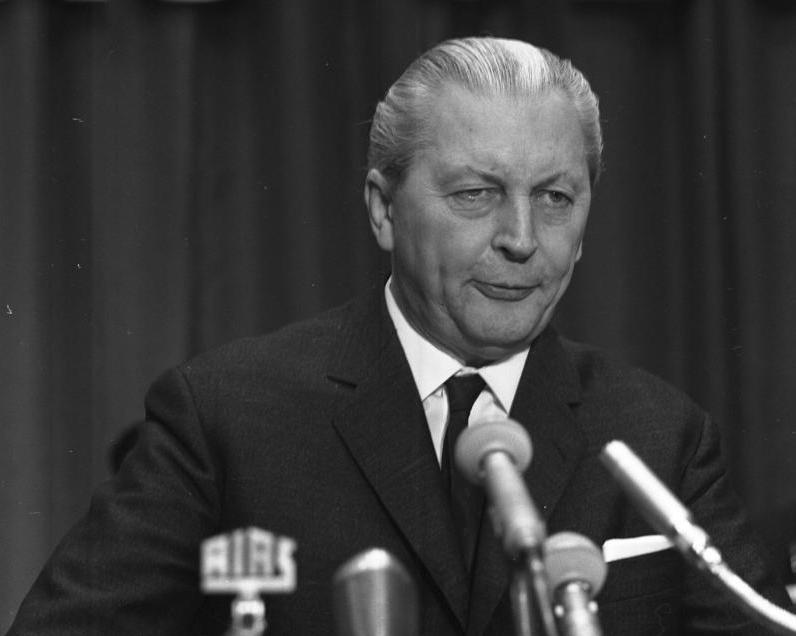
Kurt Georg Kiesinger († 1988)

- 1988: Kurt Georg Kiesinger, deutscher Politiker, MdL, Ministerpräsident, MdB, Bundeskanzler
- 1989: Robert Mapplethorpe, US-amerikanischer Fotograf
- 1990: Martial Singher, französischer Opernsänger und Musikpädagoge
- 1990: Carlos Alberto Peronace, argentinischer Komponist im Schach
- 1991: Max Fourny, französischer Verleger, Kunstsammler und Automobilrennfahrer
- 1991: Ikenouchi Tomojirō, japanischer Komponist und Musikpädagoge
- 1992: Franco Margola, italienischer Komponist und Musikpädagoge
- 1992: Menachem Begin, israelischer Politiker, mehrfacher Minister, Premierminister, Nobelpreisträger
- 1992: James Brooks, US-amerikanischer Maler
- 1992: Monty Budwig, US-amerikanischer Jazzbassist
- 1992: Reinhard von Koenig-Fachsenfeld, deutscher Ingenieur, Erfinder, Motorrad- und Automobilrennfahrer

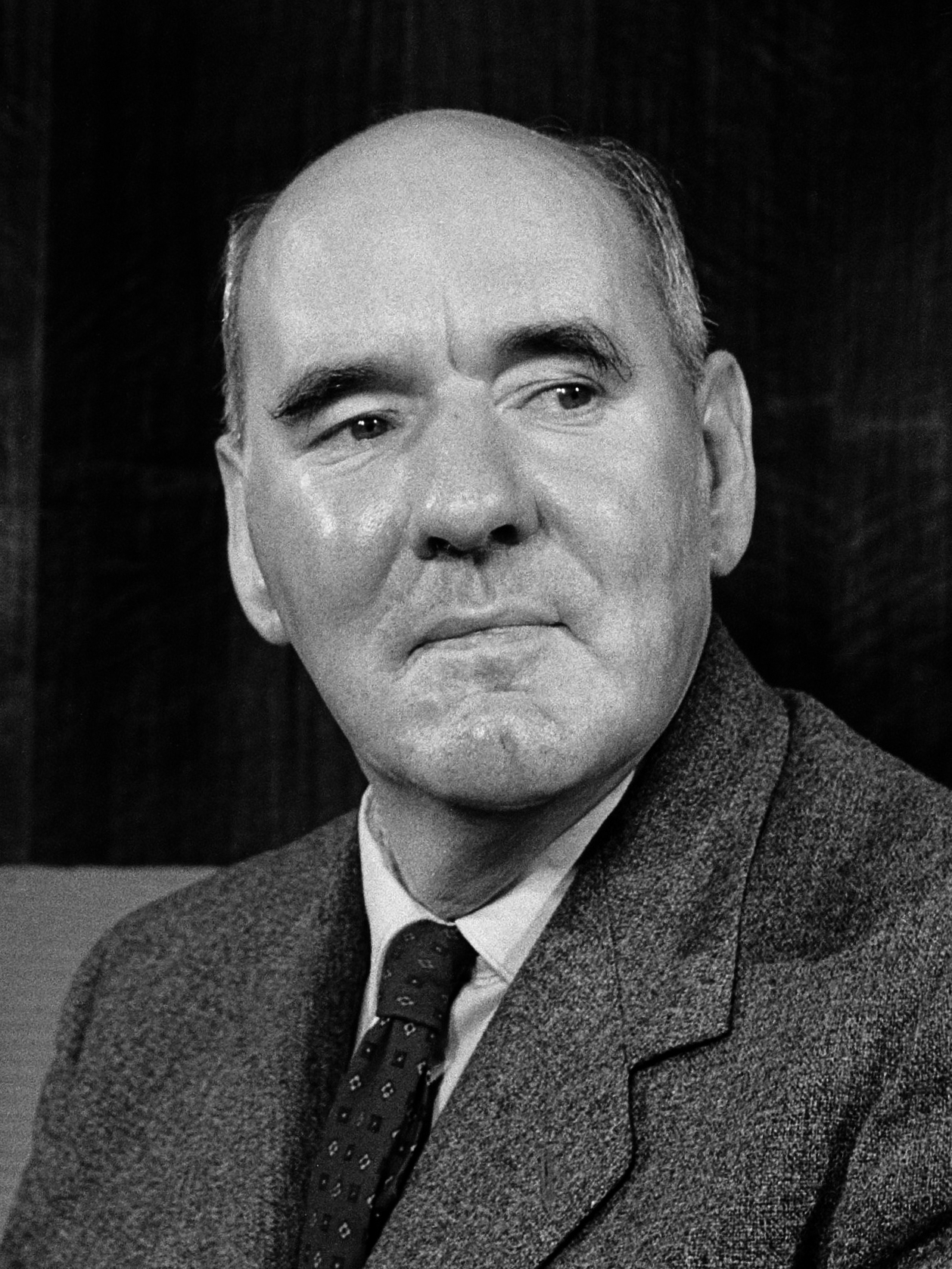
Cyril Northcote Parkinson († 1993)

- 1993: Cyril Northcote Parkinson, britischer Historiker und Publizist
- 1993: Max August Zorn, US-amerikanischer Professor der Mathematik
- 1994: Charles Bukowski, US-amerikanischer Dichter und Schriftsteller polnisch-deutscher Abstammung
- 1994: Fernando Rey, spanischer Schauspieler
- 1994: Wilhelm Brese, deutscher Heidebauer und Politiker, MdB
- 1995: Edward Bernays, US-amerikanischer PR-Berater
- 1996: George Burns, US-amerikanischer Schauspieler und Sänger
- 1997: Vera Ferra-Mikura, österreichische Kinder- und Jugendbuchautorin
- 1997: The Notorious B.I.G., US-amerikanischer Rapper
- 1998: Anna Maria Ortese, italienische Schriftstellerin
- 1998: Ulrich Schamoni, deutscher Filmregisseur und Schriftsteller
- 1999: Hans Georg Pflüger, deutscher Komponist
- 1999: Éliane Richepin, französische Pianistin, Musikpädagogin und Komponistin
- 1999: Harry Somers, kanadischer Komponist
- 2000: Karl Bandion, österreichischer Politiker
- 2000: Jean Coulthard, kanadische Komponistin und Musikpädagogin
- 2000: Ivo Robić, kroatischer Schlagersänger

### 21. Jahrhundert
- 2002: Normand Lockwood, US-amerikanischer Komponist und Musikpädagoge
- 2002: Winnie Markus, deutsche Filmschauspielerin
- 2003: Bernard Dowiyogo, nauruischer Politiker
- 2003: Stan Brakhage, US-amerikanischer Filmregisseur
- 2003: Konrad Buchwald, deutscher Botaniker, Naturschützer und Landschaftsplaner
- 2003: Žarko Dolinar, jugoslawischer Tischtennisspieler, -trainer, Mediziner und Gerechter unter den Völkern
- 2003: Dzidra Ritenberga, lettische Schauspielerin und Regisseurin
- 2005: Benno Hoffmann, deutscher Schauspieler und Synchronsprecher
- 2005: Chris LeDoux, US-amerikanischer Country-Musiker
- 2005: Kurt Lotz, deutscher Manager, Vorsitzender des WWF in Deutschland
- 2005: István Nyers, ungarischer Fußballspieler
- 2006: Péter Halász, ungarischer Schauspieler und Regisseur
- 2006: Geir Ivarsøy, norwegischer Softwareentwickler (Webbrowser Opera)

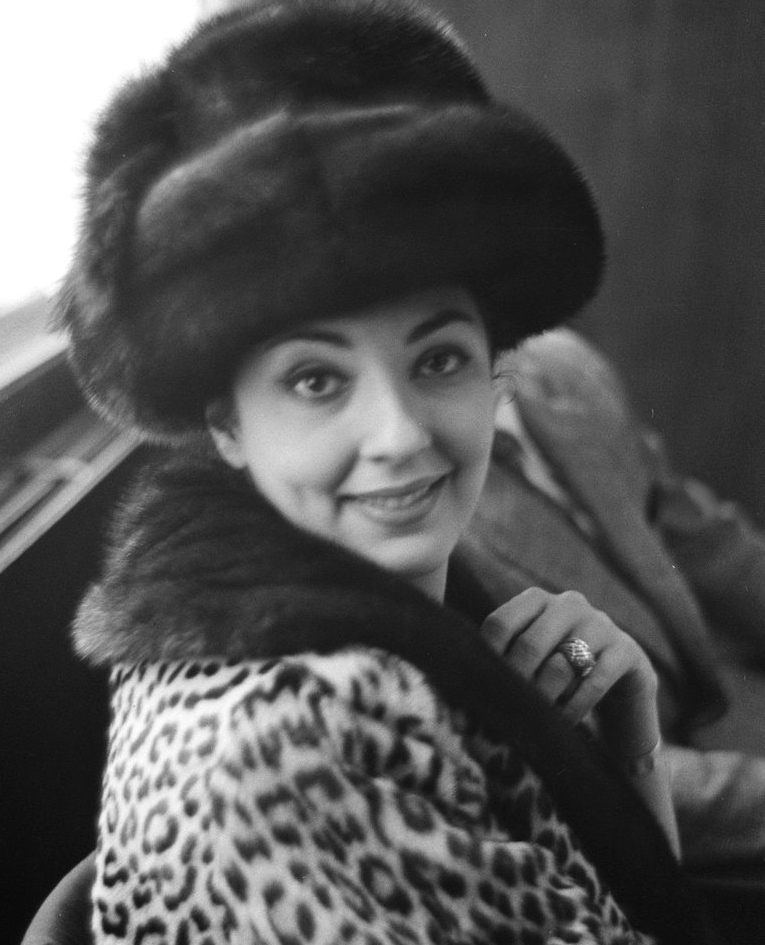
Anna Moffo († 2006)

- 2006: Anna Moffo, US-amerikanische Opernsängerin (lyrischer Sopran) und Schauspielerin
- 2007: Rosy Afsari, bangladeschische Schauspielerin
- 2007: Brad Delp, US-amerikanischer Musiker
- 2007: Ronald B. Evans, australischer Footballer und -funktionär
- 2007: Kurt Rapf, österreichischer Komponist, Dirigent und Organist
- 2009: Hanne Darboven, deutsche Konzeptkünstlerin
- 2009: Anne Just, dänische Gärtnerin, Künstlerin sowie Gastronomie- und Hotelbetreiberin
- 2009: Albrecht Schönherr, deutscher Geistlicher, Bischof der Evangelischen Kirche in Berlin-Brandenburg
- 2009: Agnes Hürland-Büning, deutsche Politikerin, MdB
- 2010: Josef Rommerskirchen, deutscher Publizist, Verbandsfunktionär und Politiker, MdB
- 2011: Iradsch Afschār, iranischer Bibliothekswissenschaftler und Historiker
- 2011: David S. Broder, US-amerikanischer Journalist
- 2011: Adulf Peter Goop, Liechtensteiner Rechtsberater, Heimatkundler und Mäzen

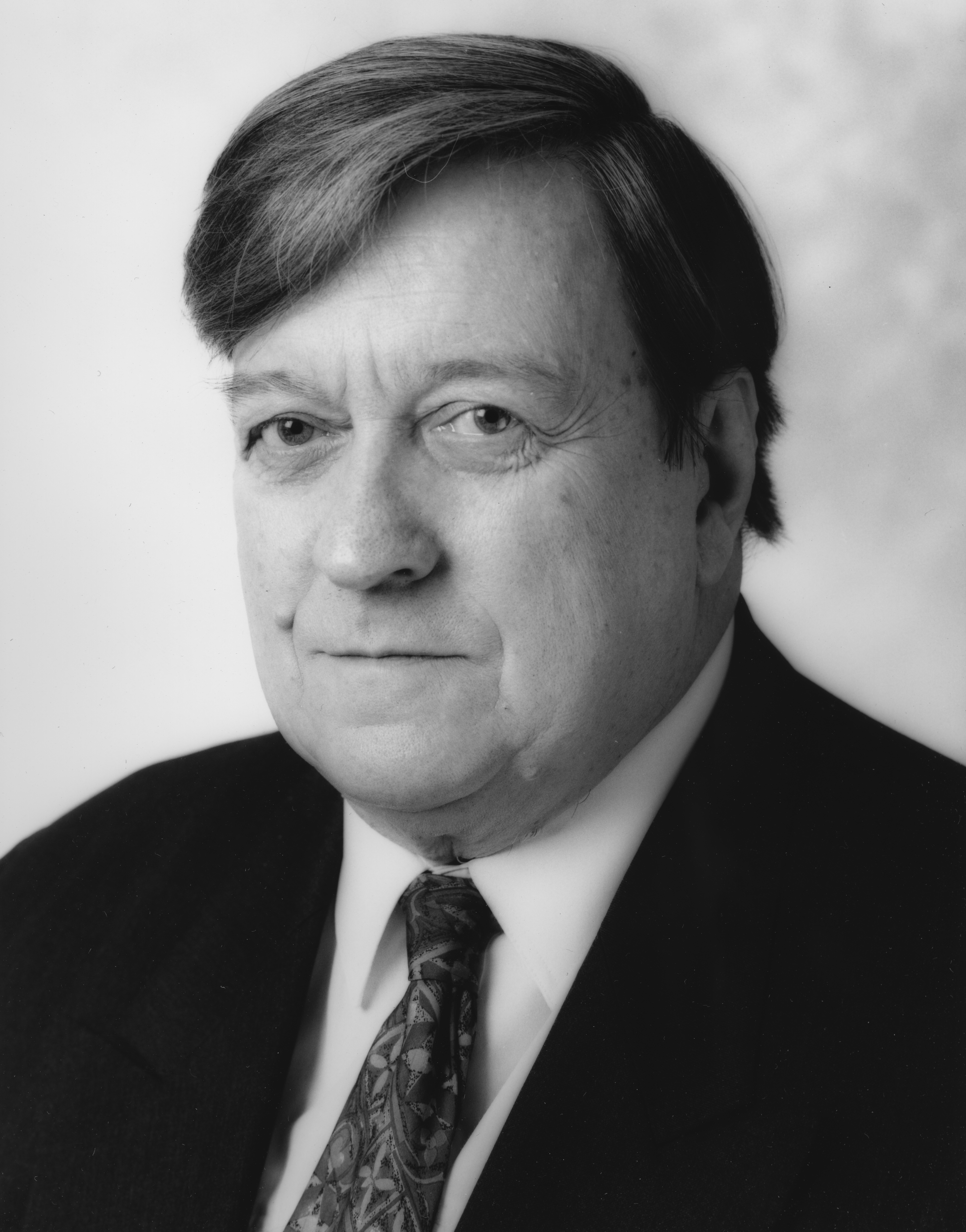
Bill Wedderburn († 2012)

- 2012: Bill Wedderburn, Baron Wedderburn of Charlton, britischer Jurist und Politiker
- 2013: Elke Mascha Blankenburg, deutsche Kirchenmusikerin und Dirigentin
- 2014: Mohammed Fahim, afghanischer Widerstandskämpfer und Politiker
- 2015: Florence Arthaud, französische Seglerin und Skipperin
- 2015: Peter Dannenberg, deutscher Musikkritiker und Intendant
- 2015: Dick Irish, US-amerikanischer Automobilrennfahrer
- 2015: Otar Koberidse, sowjetischer bzw. georgischer Schauspieler, Regisseur und Drehbuchautor
- 2015: Camille Muffat, französische Schwimmerin
- 2015: Alexis Vastine, französischer Boxer
- 2015: Frei Otto, deutscher Architekt
- 2015: Windell Middlebrooks, US-amerikanischer Schauspieler
- 2015: Rose-Marie Wörner, deutsche Landschaftsarchitektin und Gartendenkmalpflegerin
- 2016: Naná Vasconcelos, brasilianischer Jazzmusiker
- 2016: Werner Ditzinger, deutscher Schwimmer
- 2017: Howard Hodgkin, britischer Maler
- 2017: Anthony Delhalle, französischer Motorrad- und Automobilrennfahrer
- 2017: Karl Korinek, österreichischer Verfassungsjurist
- 2018: Oskar Gröning, deutscher SS-Angehöriger
- 2018: Ion Voinescu, rumänischer Fußballspieler
- 2019: Elizabeth T. Spira, österreichische Fernsehjournalistin
- 2021: James Levine, US-amerikanischer Dirigent und Pianist
- 2021: Inge Schneider, deutsche Filmeditorin
- 2021: Tommy Troelsen, dänischer Fußballspieler und Fernsehmoderator
- 2022: Inge Deutschkron, deutsch-israelische Journalistin und Autorin
- 2022:  Irma Hildebrandt, Schweizer Schriftstellerin
- 2022: Günter Spielmeyer, deutscher Jurist, Richter am Bundessozialgericht
- 2023: Paul Locht, dänischer Ruderer und Handballspieler
- 2025ː Yola Ramírez, mexikanische Tennisspielerin

## Feier- und Gedenktage
- Kirchliche Gedenktage
  - Hl. Brun von Querfurt, Glaubensbote in Polen und Preußen, Erzbischof von Magdeburg und Märtyrer (evangelisch, katholisch)
  - Hl. Pusei, persischer Kuropalates und Märtyrer (evangelisch, der katholische Gedenktag ist am 18. April)
  - Hl. Franziska von Rom, italienische Ordensgründerin, Mystikerin und Schutzpatronin (katholisch)
- Namenstage
  - Dominik, Franziska

Weitere Einträge enthält die Liste von Gedenk- und Aktionstagen.